# Pianeta

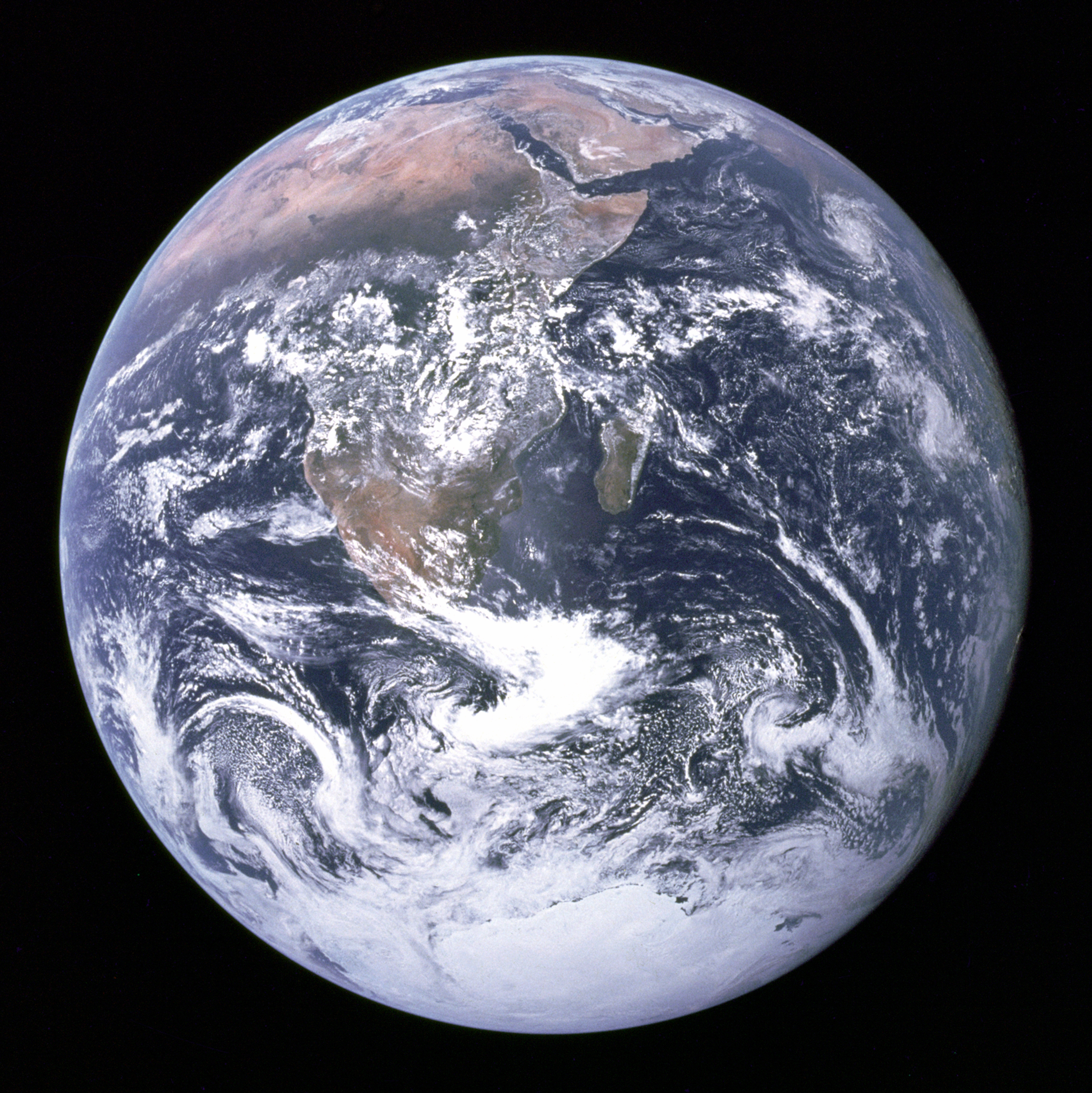
La terra : il pianeta su cui vivono gli esseri umani.

Un pianeta è un corpo celeste  che orbita attorno a una stella e che, a differenza di questa, non produce energia tramite fusione nucleare, la cui massa è sufficiente a conferirgli una forma sferoidale, laddove la propria dominanza gravitazionale gli permette di mantenere libera la sua fascia orbitale da altri corpi di dimensioni comparabili o superiori.
Questa definizione è entrata ufficialmente nella nomenclatura astronomica il 24 agosto 2006, con la sua promulgazione ufficiale da parte dell'Unione Astronomica Internazionale. In precedenza non esisteva una definizione precisa, ma un'atavica indicazione derivante dall'antica astronomia greca, per cui si considerava pianeta qualunque corpo celeste di massa significativa che si muovesse su orbite fisse.

## Origine ed evoluzione del termine

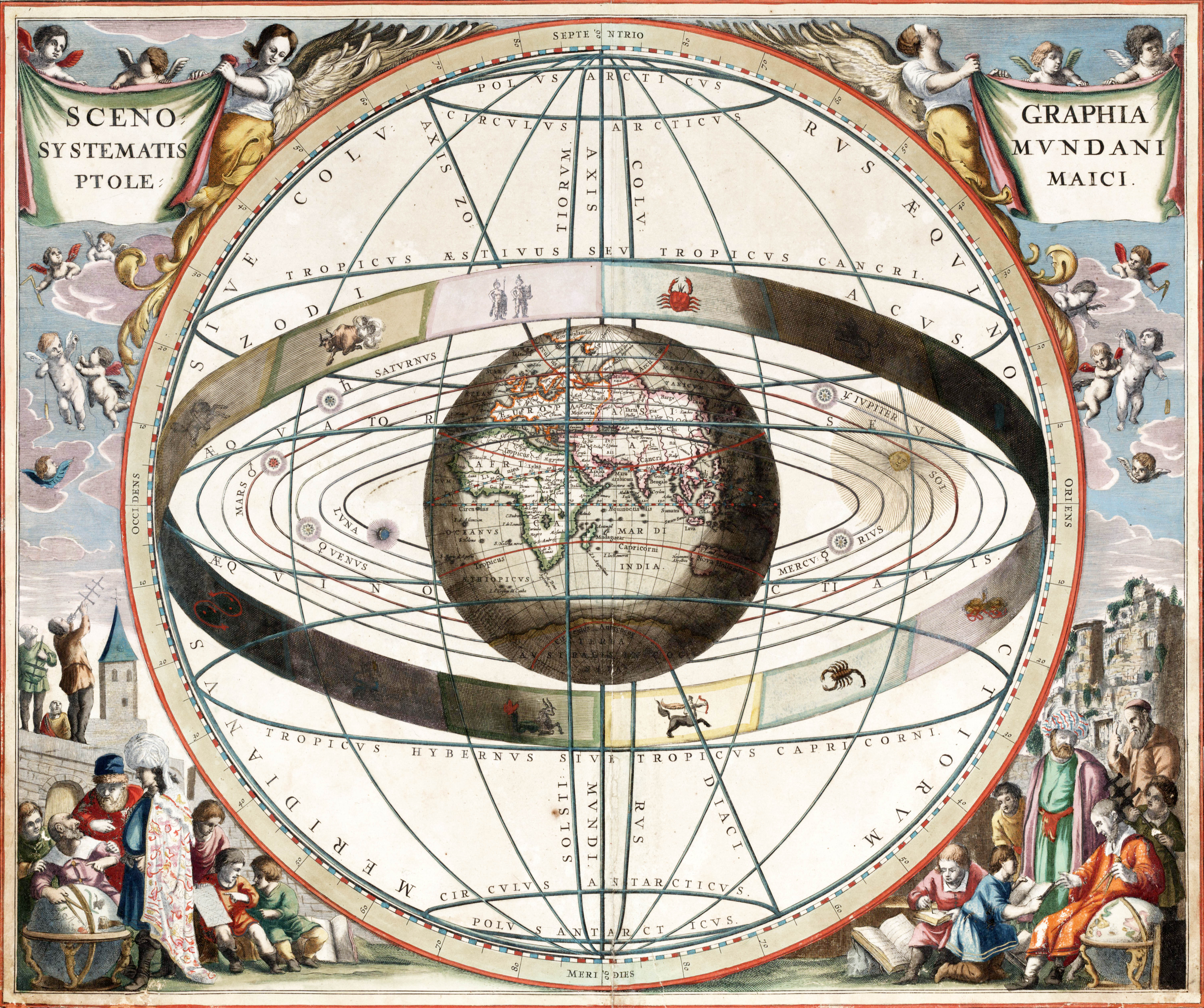
Il sistema geocentrico o tolemaico

Nell'antichità, come rivela l'etimologia del termine pianeta (in greco antico πλάνητες ἀστέρες?, plànētes astéres, "stelle vagabonde"), venivano considerati tali tutti gli astri che si spostavano nel cielo notturno rispetto allo sfondo delle stelle fisse, ovvero la Luna, il Sole, Mercurio, Venere, Marte, Giove e Saturno, escluse le comete, che venivano considerate fenomeni atmosferici. Nel XVI secolo, con l'affermarsi del sistema eliocentrico, divenne chiaro che Luna e Sole non condividevano in realtà la natura fisica e le caratteristiche orbitali proprie degli altri pianeti e che anche la Terra doveva essere inclusa nel novero dei pianeti.
Nel 1781 venne scoperto Urano, il primo pianeta che non era noto agli astronomi greci. Nei successivi 150 anni sarebbero stati individuati, in successione, altri due pianeti, Nettuno e Plutone; quest'ultimo è stato annoverato tra i pianeti dalla scoperta nel 1930 fino al 2006, anno in cui venne decisa la nuova definizione di pianeta.
Inoltre a partire dal 1801 vennero progressivamente scoperti oltre centomila corpi di dimensioni subplanetarie, orbitanti attorno al Sole principalmente nella regione di spazio compresa fra l'orbita marziana e quella gioviana, la cosiddetta fascia principale. Sebbene in un primo tempo questi corpi fossero designati come pianeti, in virtù del loro numero sempre crescente vennero presto definiti come una classe di oggetti a sé: gli asteroidi. Fra di essi, solo poche decine sono caratterizzati da una forma approssimativamente sferica.

### La promulgazione della nuova definizione
Lo schema dei nove pianeti classici rimase inalterato fino agli anni novanta del XX secolo; tuttavia alla fine del 2002 le moderne tecniche osservative avevano già permesso l'individuazione di oltre cento corpi di questo tipo, fra pianeti extrasolari e planetoidi ghiacciati orbitanti nelle regioni periferiche del sistema solare esterno. 
In particolare nel caso di questi ultimi la scoperta di corpi dalle dimensioni confrontabili o addirittura maggiori di quelle di Plutone, il più piccolo dei nove pianeti, riaccese un forte dibattito sulla necessità di fornire una definizione precisa di pianeta. Il problema nasceva dal fatto che la classificazione dei corpi celesti derivava in parte dall'astronomia dell'antica Grecia, che si limitava a chiarire che un pianeta era un qualsiasi corpo celeste che si muovesse lungo orbite fisse (o "schemi"). Questa descrizione era stata limata col tempo fino a quella corrente, che tuttavia peccava in vaghezza e in genericità.
Nel 2005 l'Unione Astronomica Internazionale (UAI) istituì il Comitato per la definizione di pianeta (PDC), composto da sette esperti riconosciuti a livello mondiale, cui assegnò il compito di fornire una definizione precisa del termine. Nel corso della ventiseiesima Assemblea generale dell'UAI, avvenuta dal 14 al 25 agosto 2006, la risoluzione proposta dal comitato fu discussa e modificata e il 24 agosto 2006 venne ufficializzata. Precedentemente considerato un pianeta, da questa data Plutone fu ridefinito, assieme ad altri corpi di recente scoperta, come pianeta nano.

### Mitologia

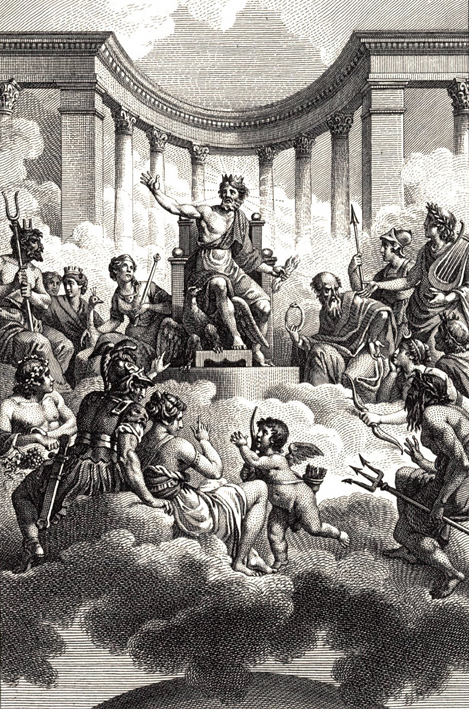
Le divinità olimpiche da cui sono stati tratti i nomi dei pianeti del sistema solare

I nomi dei pianeti nella cultura occidentale sono derivati dalle consuetudini dei Romani, che in ultima analisi derivano da quelle dei Greci e dei Babilonesi. Nell'antica Grecia, il Sole e la Luna erano chiamati Ἥλιος Elio e Σελήνη Selēnē; il pianeta più lontano era chiamato Φαίνων Phàinōn, il "più luminoso"; il penultimo pianeta era Φαέθων Phaéthon, il "brillante"; il pianeta rosso era indicato come Πυρόεις Pyróeis, l'"ardente"; il più luminoso era conosciuto come Φωσφόρος Phōsphóros, il "portatore di luce", mentre il fugace pianeta più interno era chiamato Στίλβων Stílbōn, "lo splendido". Inoltre i Greci associarono ogni pianeta a una divinità del loro pantheon, gli Olimpi: Elio e Selene erano i nomi sia dei pianeti, sia degli dei; Phainon era sacro a Crono, il Titano che generò gli Olimpi; Phaethon era sacro a Zeus, figlio di Crono; Pyroeis ad Ares, figlio di Zeus e dio della guerra; Phosphoros era retto da Afrodite, la dea dell'amore; mentre Hermes, messaggero degli dei e dio dell'apprendimento e dell'ingegno, dominava Stilbon.
L'abitudine greca di dare i nomi dei propri dei ai pianeti derivò quasi certamente da quella dei Babilonesi, che indicavano Phosphoros con il nome della propria dea dell'amore, Ishtar; Pyroeis era identificato dal dio della guerra, Nergal; Stilbon dal dio della saggezza, Nabu, e Phaethon dal capo degli dei, Marduk. Le concordanze tra i due sistemi di nomenclatura sono troppe, perché essi possano essere stati sviluppati in modo indipendente. La corrispondenza tra le divinità non era perfetta. Per esempio, Nergal fu identificato con Ares; tuttavia Nergal era per i Babilonesi, oltre che il dio della guerra, anche la divinità delle pestilenze e dell'oltretomba.
Oggi i nomi utilizzati per designare i pianeti nella maggior parte delle culture occidentali derivano da quelli delle divinità olimpiche, spesso in una versione mutuata dalla mitologia romana. Infatti l'influenza dell'Impero romano prima e della Chiesa cattolica poi ha portato all'adozione dei nomi in latino. Inoltre il pantheon romano, in conseguenza della comune origine indoeuropea, aveva numerose similitudini con quello greco, sebbene mancasse di una ricca tradizione narrativa. Durante l'ultimo periodo della Repubblica romana, gli scrittori romani attinsero ai miti greci e li estesero alle proprie divinità, al punto che i due pantheon divennero quasi indistinguibili. In seguito, quando i Romani studiarono i testi di astronomia dei Greci, assegnarono ai pianeti i nomi delle proprie divinità: Mercurio (per Hermes), Venere (per Afrodite), Marte (per Ares), Giove (per Zeus) e Saturno (per Crono). Quando nei secoli XVIII e XIX furono scoperti nuovi pianeti, la comunità internazionale scelse di proseguire nella tradizione e furono nominati Urano e Nettuno.
Secondo una credenza originatasi in Mesopotamia, sviluppatasi nell'Egitto ellenistico e in seguito diffusasi anche tra i Romani, le sette divinità da cui i pianeti erano nominati si prendevano cura degli affari della Terra con turni orari, stabiliti in base alla distanza dal nostro pianeta nell'ordine seguente: Saturno, Giove, Marte, il Sole, Venere, Mercurio e la Luna. Il giorno era intitolato al dio che ne reggeva la prima ora, così al giorno dedicato a Saturno, che reggeva la prima ora del primo giorno e della settimana, seguiva quello dedicato al Sole, che reggeva la venticinquesima ora della settimana e la prima del secondo giorno, a cui seguivano i giorni dedicati alla Luna, a Marte, Mercurio, Giove e Venere. Quest'ordine è stato quindi ripreso dall'ordine dei giorni della settimana nel calendario romano che sostituì il ciclo nundinale e che ancora oggi è preservato in numerose lingue e culture. Nella maggior parte delle lingue romanze, i nomi dei primi cinque giorni della settimana sono traduzione diretta delle originarie espressioni latine: ad esempio da lunae dies derivano lunedì, in italiano; lundi in francese, lunes in spagnolo. Differentemente è accaduto per il sabato e la domenica, i cui nomi hanno subito l'influsso della tradizione della Chiesa. Invece nelle lingue germaniche è stato preservato il significato originario dei nomi di questi due giorni. A titolo di esempio, le parole inglesi Sunday e Saturday tradotte letteralmente significano: "giorno del Sole" e "giorno di Saturno"; analogamente è accaduto per il lunedì. Invece i nomi dei restanti giorni della settimana sono stati riassegnati a dèi considerati simili o equivalenti alle corrispondenti divinità romane.
Poiché la Terra fu classificata tra i pianeti solo nel XVII secolo, a essa non è generalmente associato il nome di una divinità. Nelle lingue romanze il suo nome deriva dalla parola latina "terra"; mentre nelle lingue germaniche dalla parola *erþā, da cui derivano le forme Earth in inglese, Erda e, la più recente, Erde in tedesco, Aarde in olandese e Jorden (forma determinata di jord) nelle lingue scandinave; tutte col significato di "suolo". In greco si è preservato il nome originario: Γῆ Ghê (Gea o Gaia).
Le culture non europee adottano altri sistemi di nomenclatura planetaria. In India essa è basata sul Navagraha, che include i sette pianeti tradizionali (Sūrya per il Sole, Chandra per la Luna e Budha, Shukra, Mangala, Bṛhaspati e Shani per i pianeti Mercurio, Venere, Marte, Giove e Saturno) e i nodi ascendente e discendente dell'orbita della Luna come Rahu e Ketu. La Cina e i Paesi dell'Estremo Oriente influenzati dalla sua cultura (come Giappone, Corea e Vietnam) usano una nomenclatura basata sul Wu Xing (la teoria dei cinque elementi): Mercurio è identificato con l'acqua, Venere con il metallo, Marte con il fuoco, Giove con il legno e Saturno con la terra..

## Descrizione

### Caratteristiche dinamiche

#### Orbita

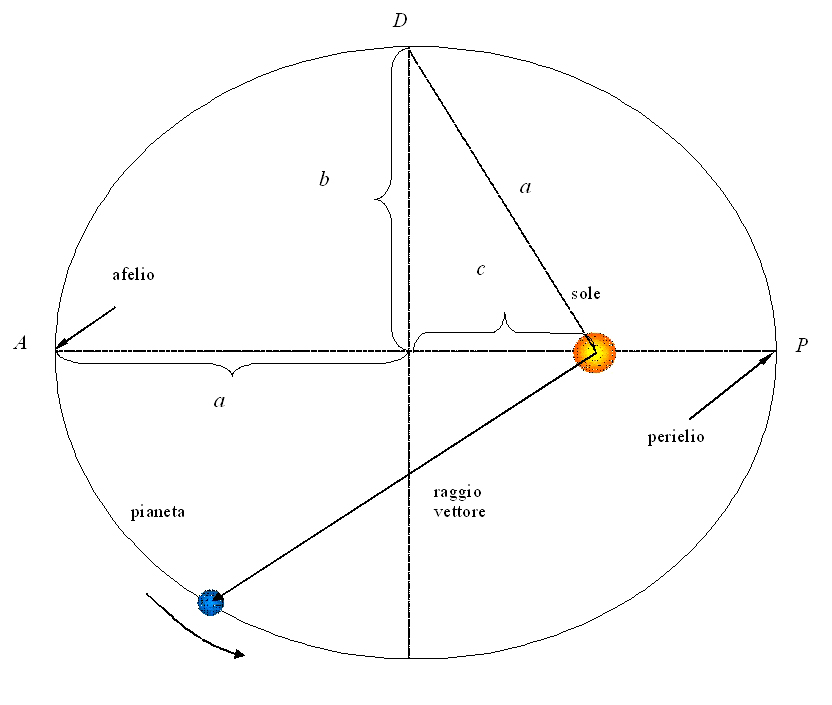
Parametri caratteristici di un'orbita ellittica

Tutti i pianeti, con l'eccezione dei pianeti interstellari, orbitano attorno a stelle o comunque oggetti sub-stellari. L'orbita percorsa da un pianeta attorno alla propria stella è descritta dalle leggi di Keplero: «i pianeti orbitano su orbite ellittiche, di cui la stella occupa uno dei fuochi.» Nel sistema solare tutti i pianeti orbitano intorno al Sole nella stessa direzione di rotazione del Sole, quindi in senso anti-orario, se visto dal polo nord della nostra stella. Tuttavia si è visto che almeno un pianeta extrasolare, WASP-17b, si muove in direzione opposta a quella in cui ruota la stella.
Il periodo che un pianeta impiega per compiere una rivoluzione completa intorno alla stella è conosciuto come periodo siderale o anno. La massima distanza tra il pianeta e il centro dell'orbita è detta semiasse maggiore. L'anno di un pianeta dipende dal valore del semiasse maggiore dell'orbita che esso percorre: più è grande, maggiore è la distanza che deve percorrere il pianeta lungo la propria orbita e con minor velocità, perché meno attratto dalla gravità della stella. La distanza tra il pianeta e la stella varia nel corso del periodo siderale. Il punto in cui il pianeta è più vicino alla stella viene chiamato periastro (perielio nel sistema solare), mentre il punto più lontano è chiamato afastro o apoastro (afelio nel sistema solare). Al periastro la velocità del pianeta è massima, convertendo l'energia gravitazionale in energia cinetica; all'apoastro la velocità assume il suo valore minimo.

L'orbita di Nettuno comparata a quella di Plutone. Notare l'elongazione dell'orbita di Plutone in relazione con l'eccentricità di Nettuno, come anche il suo largo angolo sull'eclittica (inclinazione orbitale).

L'orbita di ogni pianeta è descritta attraverso sei parametri orbitali: il semiasse maggiore; l'eccentricità, l'inclinazione orbitale, l'ascensione retta del nodo ascendente, l'argomento del perielio o pericentro e l'anomalia vera. L'eccentricità descrive la forma dell'orbita: le orbite caratterizzate da una piccola eccentricità sono più circolari, mentre quelle con eccentricità maggiori ellissi più schiacciate. I pianeti del sistema solare percorrono orbite con basse eccentricità e pertanto quasi circolari. Invece le comete e gli oggetti della fascia di Kuiper, così come alcuni pianeti extrasolari, hanno orbite molto eccentriche e quindi particolarmente allungate.
L'inclinazione e l'ascensione retta del nodo ascendente sono due parametri angolari che individuano la disposizione del piano orbitale nello spazio. L'inclinazione è misurata rispetto al piano dell'orbita della Terra (piano dell'eclittica) per i pianeti del sistema solare, mentre per i pianeti extrasolari si usa il piano di vista dell'osservatore da terra. Gli otto pianeti del sistema solare giacciono molto vicini al piano dell'eclittica; le comete e gli oggetti della fascia di Kuiper invece possono discostarsene molto.
I punti in cui il pianeta attraversa il piano dell'eclittica sono detti nodi, ascendente o discendente in base alla direzione del moto. L'ascensione retta del nodo ascendente è misurata rispetto a una direzione di riferimento, individuata nel sistema solare dal punto d'Ariete. L'argomento del pericentro specifica l'orientazione dell'orbita all'interno del piano orbitale, mentre l'anomalia vera la posizione dell'oggetto sull'orbita in funzione del tempo. A questi parametri possono essere affiancati o sostituiti degli altri che sono una loro rielaborazione, come il tempo di passaggio al perielio, equivalente nella meccanica kepleriana all'indicazione dell'argomento del pericentro, o il periodo orbitale, equivalente all'asse maggiore per la terza legge di Keplero.
Diversi pianeti e pianeti nani del sistema solare, come Nettuno e Plutone e alcuni pianeti extrasolari, hanno periodi orbitali che sono in risonanza l'un con l'altro o con corpi più piccoli. Questo fenomeno è comune anche nei sistemi dei satelliti.

#### Rotazione

Simulazione della rotazione della Terra

I pianeti ruotano attorno ad assi invisibili che passano per il loro centro. Il periodo di rotazione di un pianeta è conosciuto come il suo giorno. La maggior parte dei pianeti del sistema solare ruota nello stesso verso in cui orbitano attorno al Sole, ovvero in verso antiorario se guardati dal polo nord celeste; le uniche eccezioni sono Venere e Urano che ruotano in verso orario. A causa dell'estrema inclinazione dell'asse di Urano esistono due convenzioni che si differenziano nel polo che scelgono come nord e, di conseguenza, nell'indicare come oraria o antioraria la rotazione attorno a questo polo; la rotazione di Urano è retrograda rispetto alla sua orbita, indipendentemente dalla convenzione adottata. Grande è la variabilità della durata del giorno tra i pianeti, con Venere che completa una rotazione in 243 giorni terrestri e i giganti gassosi che la completano in poche ore. Non sono noti i periodi di rotazione dei pianeti extrasolari finora scoperti. Tuttavia, per quanto riguarda i pianeti gioviani caldi, la loro prossimità alle stelle attorno a cui orbitano suggerisce che siano in rotazione sincrona, ovvero che il loro periodo di rotazione sia uguale al periodo di rivoluzione; di conseguenza essi mostrano sempre la stessa faccia alla stella intorno a cui orbitano e mentre su un emisfero è perpetuamente giorno, sull'altro è perpetuamente notte.

#### Inclinazione assiale

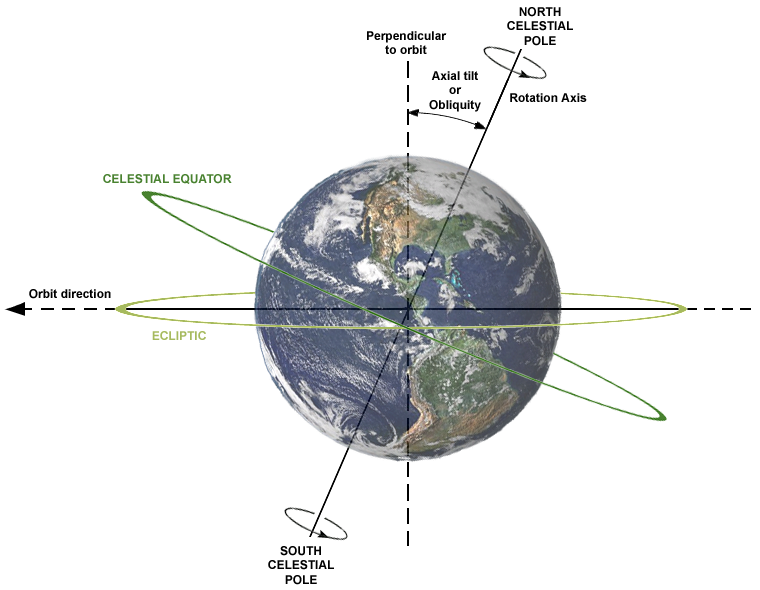
L'inclinazione dell'asse terrestre è di circa 23°

L'asse intorno a cui ruota il pianeta può essere, e in genere è, inclinato rispetto al piano orbitale. Ciò determina che nel corso dell'anno il quantitativo di luce che ogni emisfero riceve dalla stella vari: quando l'emisfero settentrionale è diretto verso essa e riceve maggiore illuminazione, quello meridionale si trova nella condizione opposta, e viceversa. È l'inclinazione dell'asse di rotazione a comportare l'esistenza delle stagioni e i cambiamenti climatici annuali a esse associate.
I momenti in cui la stella illumina la superficie massima o minima di un emisfero sono detti solstizi. Ve ne sono due nel corso dell'orbita e a essi corrisponde la durata massima (solstizio d'estate) e minima (solstizio d'inverno) del giorno. I punti dell'orbita in cui il piano equatoriale e il piano orbitale del pianeta vengono a giacere sullo stesso piano sono detti equinozi. Agli equinozi la durata del giorno eguaglia la durata della notte e la superficie illuminata si divide equamente tra i due emisferi geografici.
Tra i pianeti del sistema solare la Terra, Marte, Saturno e Nettuno possiedono valori dell'inclinazione dell'asse di rotazione prossimi ai 25°. Mercurio, Venere e Giove ruotano attorno ad assi inclinati di pochi gradi rispetto ai rispettivi piani orbitali e le variazioni stagionali sono minime. Urano possiede l'inclinazione assiale maggiore, pari a circa 98° e ruota praticamente su un fianco. I suoi emisferi in prossimità dei solstizi sono quasi perennemente illuminati o perennemente in ombra. La durata delle stagioni è determinata dalla dimensione dell'orbita: su Venere durano circa 55-58 giorni, sulla Terra 90-93 giorni, su Marte sei mesi, su Nettuno quarant'anni.
Le inclinazioni assiali dei pianeti extrasolari non sono state determinate con certezza. Gli studiosi ritengono che la maggior parte dei pianeti gioviani caldi possegga inclinazioni assiali nulle o quasi, in conseguenza della prossimità alla loro stella.

#### Dominanza orbitale
La caratteristica dinamica che definisce un pianeta è la dominanza orbitale. Un pianeta è gravitazionalmente dominante, o avrà ripulito le proprie vicinanze orbitali (riportando le parole utilizzate nella definizione di pianeta approvata dall'Unione Astronomica Internazionale) se nella propria zona orbitale non orbiteranno altri corpi di dimensioni comparabili a quelle del pianeta che non siano o suoi satelliti o comunque a esso gravitazionalmente legati. Questa caratteristica è la discriminante tra pianeti e pianeti nani. Sebbene questo criterio a oggi sia applicato soltanto al sistema solare, sono stati scoperti diversi sistemi planetari extrasolari in formazione in cui si osserva in atto il processo che condurrà alla formazione di pianeti gravitazionalmente dominanti.

### Caratteristiche fisiche

#### Massa
La principale caratteristica fisica che consente di identificare un pianeta è la sua massa. Un pianeta deve possedere una massa sufficientemente elevata affinché la sua gravità domini sulle forze elettromagnetiche, presentandosi in uno stato di equilibrio idrostatico; più semplicemente, ciò significa che tutti i pianeti possiedono una forma sferica o sferoidale. Infatti un corpo celeste può assumere una forma irregolare se possiede una massa inferiore a un valore limite, che è funzione della propria composizione chimica; superato questo valore si innesca un processo di collasso gravitazionale che lo conduce, con tempi più o meno lunghi, ad assumere una forma sferica.
La massa è anche il principale attributo che consente di distinguere un pianeta da una nana bruna. Il limite superiore per la massa di un corpo planetario equivale a circa tredici volte la massa di Giove, valore oltre il quale nel nucleo del corpo celeste si raggiungono le condizioni adatte per la fusione del deuterio, il che rende l'oggetto una nana bruna. A parte il Sole, nel sistema solare non esiste alcun altro oggetto con una massa superiore a questo valore; tuttavia sono stati scoperti numerosi oggetti extra-solari con masse che si avvicinano a questo valore limite e che possono essere definiti pertanto pianeti. L'Extrasolar Planets Encyclopedia (Enciclopedia dei pianeti extrasolari) ne riporta una lista, che comprende HD 38529 c, AB Pictoris b, HD 162020 b, e HD 13189 b.
Il più piccolo pianeta conosciuto, escludendo pianeti nani e satelliti, è PSR B1257+12A, uno dei primi pianeti extrasolari scoperti, individuato nel 1992 in orbita intorno a una pulsar; la sua massa è circa la metà di quella del pianeta Mercurio.

#### Differenziazione interna

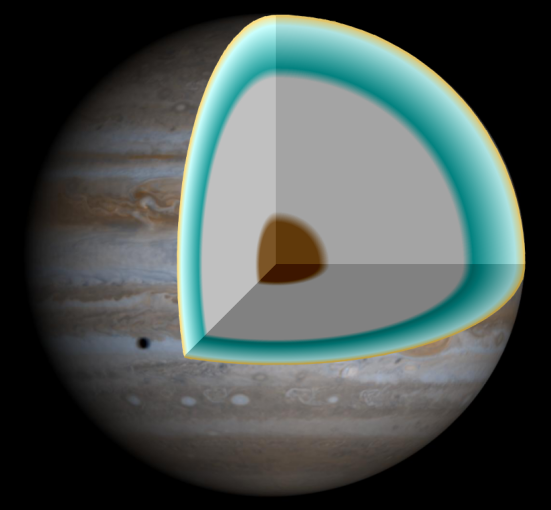
Illustrazione della struttura interna di Giove, suddivisa in un nucleo roccioso sovrastato da uno strato profondo di idrogeno metallico

Ogni pianeta ha iniziato la sua esistenza in uno stato fluido; nelle fasi iniziali della sua formazione i materiali più densi e più pesanti sono affondati verso il centro del corpo, lasciando i materiali più leggeri in prossimità della superficie. Ogni pianeta ha quindi un interno differenziato, costituito da un nucleo denso circondato da un mantello, che può presentarsi allo stato fluido.
I pianeti terrestri sono sigillati all'interno di una crosta dura, mentre nei giganti gassosi il mantello si dissolve semplicemente negli strati nuvolosi superiori.
I pianeti terrestri posseggono nuclei di elementi ferromagnetici, quali ferro e nichel, e mantelli di silicati. Si ritiene che Giove e Saturno posseggano nuclei composti da rocce e metalli, circondati da idrogeno metallico. Urano e Nettuno, più piccoli, posseggono nuclei rocciosi, circondati da mantelli composti da ghiacci d'acqua, ammoniaca, metano e di altre sostanze volatili. I moti dei fluidi in prossimità dei nuclei planetari determina l'esistenza di un campo magnetico.

#### Atmosfera

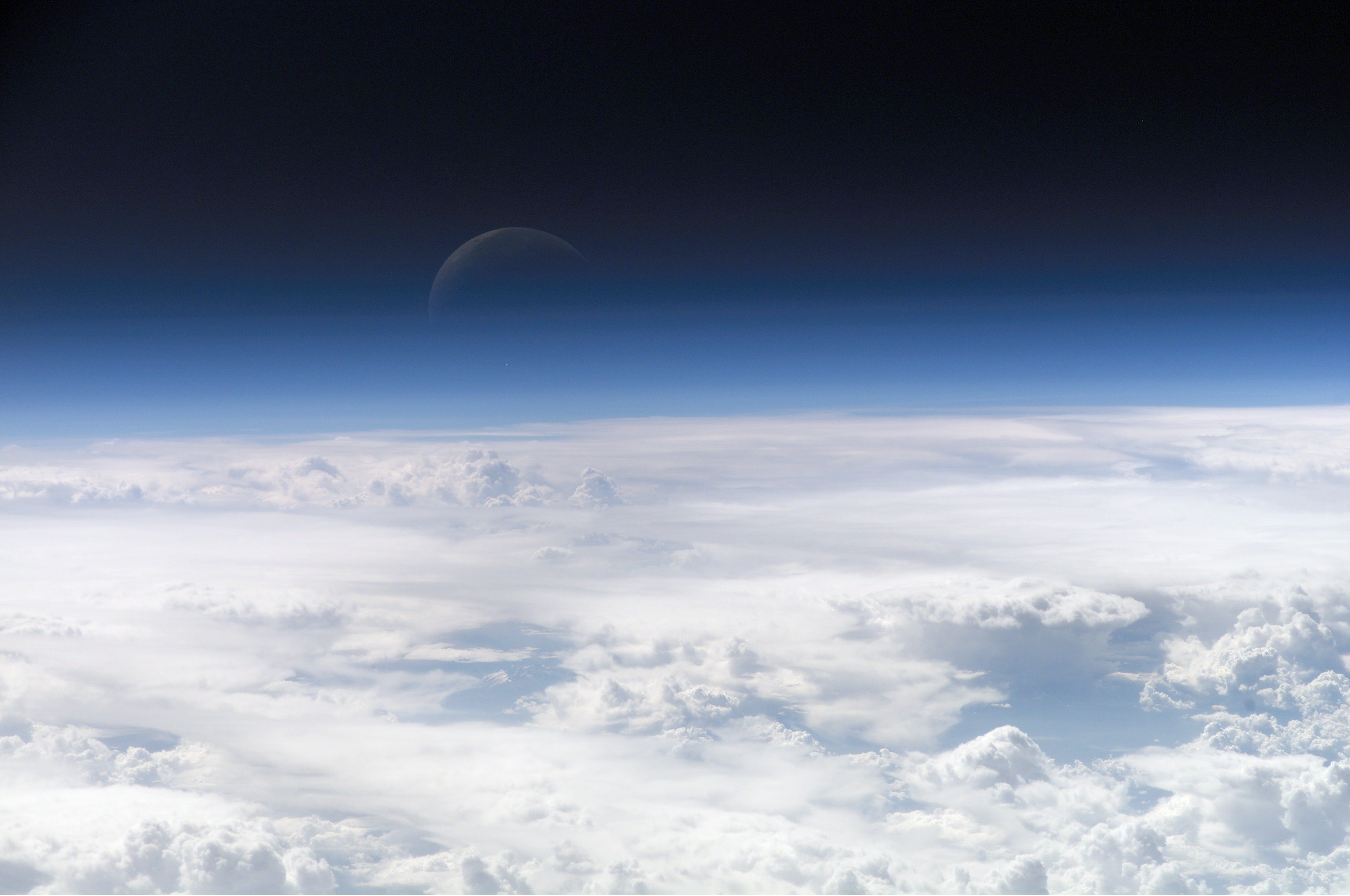
L'atmosfera terrestre

Tutti i pianeti del sistema solare hanno un'atmosfera, dal momento che la gravità associata alle loro grandi masse è abbastanza forte da intrappolare le particelle gassose. I giganti gassosi sono sufficientemente massicci da trattenere grandi quantitativi di gas leggeri come idrogeno ed elio, mentre i pianeti più piccoli li perdono nello spazio. L'atmosfera terrestre è diversa rispetto a quelle degli altri pianeti. Infatti i processi vitali che hanno luogo sul pianeta ne hanno alterato la composizione, arricchendola di ossigeno molecolare (O2). Mercurio è l'unico pianeta del sistema solare che possiede un'atmosfera estremamente tenue, che è stata soffiata via per la maggior parte, sebbene non totalmente, dal vento solare.
Le atmosfere planetarie ricevono energia in vario grado dal Sole e dagli strati planetari più interni; ciò determina il verificarsi di fenomeni meteorologici quali cicloni sulla Terra, tempeste di sabbia che interessano l'intero Marte, tempeste cicloniche e anticicloniche, come ad esempio la celebre Grande Macchia Rossa su Giove, e forti venti sui giganti gassosi. Anche sui pianeti extrasolari sono state identificate tracce di attività meteorologica: su HD 189733 b è stata individuata una tempesta simile alla Grande Macchia Rossa, ma due volte più ampia.
Si è visto che alcuni pianeti gioviani caldi perdono la loro atmosfera nello spazio a causa delle radiazioni e del vento stellare in modo molto simile a quanto accade alle code delle comete: è quanto accade ad esempio per HD 209458 b. È stato ipotizzato che su questi pianeti si verifichi una grande escursione termica diurna e che possono pertanto svilupparsi venti supersonici tra l'emisfero illuminato e quello in ombra, con velocità che nel caso di HD 209458 b sono comprese tra 5 000 e 10 000 km/h. Osservazioni eseguite su HD 189733 b sembrano indicare che l'emisfero buio e l'emisfero illuminato abbiano temperature molto simili, a indicazione del fatto che l'atmosfera del pianeta ridistribuisce globalmente e con elevata efficienza l'energia ricevuta dalla stella.

#### Magnetosfera

Animazione che mostra l'interazione tra la magnetosfera terrestre e il campo magnetico interplanetario

Una caratteristica importante dei pianeti è l'esistenza di un momento magnetico intrinseco, che indica che il pianeta è ancora geologicamente attivo o, in altre parole, che al suo interno esistono ancora moti convettivi di materiali elettricamente conduttivi che generano il campo. La presenza di un campo magnetico planetario modifica significativamente l'interazione tra il pianeta e il vento stellare; infatti attorno al pianeta si crea una "cavità" (una zona dello spazio in cui il vento solare non riesce a entrare) chiamata magnetosfera, che può raggiungere dimensioni molto più grandi rispetto al pianeta stesso. Al contrario, pianeti che non posseggono un campo magnetico intrinseco sono circondati da piccole magnetosfere indotte dall'interazione della ionosfera con il vento solare, che non sono in grado di proteggere efficacemente il pianeta.
Degli otto pianeti del sistema solare, solo Venere e Marte mancano di un campo magnetico intrinseco, mentre ne possiede uno la più grande luna di Giove, Ganimede. Il campo magnetico intrinseco di Ganimede è diverse volte più forte di quello di Mercurio, il più debole tra quelli posseduti dai pianeti e appena sufficiente a deflettere il vento solare. Il campo magnetico planetario più forte all'interno del sistema solare è quello di Giove. Le intensità dei campi magnetici degli altri giganti gassosi sono pressappoco simili a quella del campo terrestre, sebbene i loro momenti magnetici siano significativamente più grandi. I campi magnetici di Urano e Nettuno sono fortemente inclinati rispetto ai rispettivi assi di rotazione e scostati rispetto al centro del pianeta.
Nel 2004 un gruppo di astronomi delle Hawaii ha osservato un pianeta extrasolare creare una macchia sulla superficie della stella attorno a cui era in orbita, HD 179949. I ricercatori hanno ipotizzato che la magnetosfera del pianeta stesse interagendo con la magnetosfera stellare, trasferendo energia alla fotosfera stellare e incrementando localmente la già alta temperatura di 14 000 K di ulteriori 750 K.

### Caratteristiche secondarie

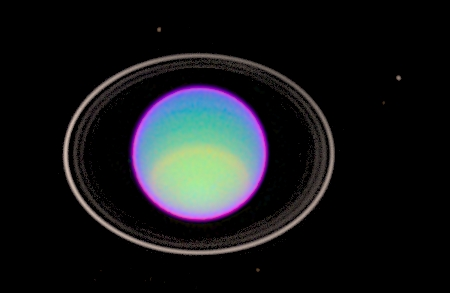
Urano e i suoi anelli

Tutti i pianeti, con l'esclusione di Mercurio e Venere, hanno satelliti naturali, chiamati comunemente "lune". La Terra ne ha una, Marte due, mentre i giganti gassosi ne hanno un elevato numero, organizzate in sistemi complessi simili a sistemi planetari. Alcune lune dei giganti gassosi hanno caratteristiche simile a quelle dei pianeti terrestri e dei pianeti nani e alcune di esse sono state studiate come possibili dimore di forme di vita (specialmente Europa, uno dei satelliti di Giove).
Attorno ai quattro giganti gassosi orbitano degli anelli planetari di dimensione e complessità variabili. Gli anelli sono composti principalmente da polveri ghiacciate o silicati e possono ospitare minuscoli satelliti pastore la cui gravità ne delinea la forma e ne conserva la struttura. Sebbene l'origine degli anelli planetari non sia nota con certezza, si crede che derivino da un satellite naturale che ha sofferto un grosso impatto oppure siano il risultato piuttosto recente della disgregazione di un satellite naturale, distrutto dalla gravità del pianeta dopo aver oltrepassato il limite di Roche.
Nessuna caratteristica secondaria è stata osservata attorno agli esopianeti finora scoperti, anche se si ipotizza che alcuni di questi, in particolare i giganti più massicci, potrebbero ospitare uno stuolo di esosatelliti simili a quelli che orbitano attorno a Giove. Tuttavia si crede che la sub-nana bruna Cha 110913-773444, classificata come un pianeta interstellare, sia circondata da un disco da cui in futuro potrebbero avere origine dei piccoli pianeti o satelliti.

### Formazione dei pianeti e dei sistemi planetari
Il modello maggiormente accettato dalla comunità scientifica per spiegare la formazione dei sistemi planetari è il modello della nebulosa solare, formulato originariamente, come arguibile dal nome, per spiegare la formazione del sistema solare.

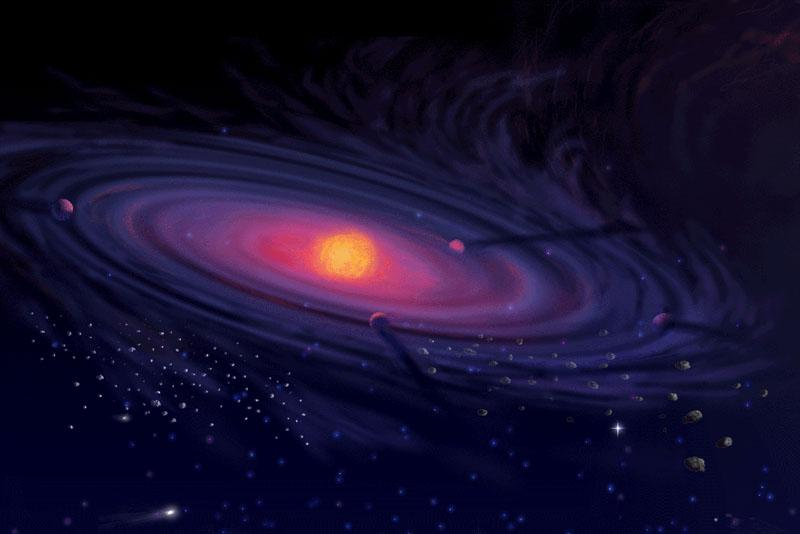
Rappresentazione artistica di un sistema planetario in formazione

In accordo con il modello standard della formazione stellare, la nascita di una stella avviene attraverso il collasso di una nube molecolare, il cui prodotto è la protostella. Non appena la stella nascente conclude la fase protostellare e fa ingresso nella pre-sequenza principale (fase di T Tauri), il disco che ne ha mediato l'accrescimento diviene protoplanetario; la sua temperatura diminuisce, permettendo la formazione di piccoli grani di polvere costituiti da roccia (in prevalenza silicati) e ghiacci di varia natura, che a loro volta possono fondersi tra loro per dar luogo a blocchi di diversi chilometri detti planetesimi. Se la massa residua del disco è sufficientemente grande, in un lasso di tempo astronomicamente breve (100 000–300 000 anni) i planetesimi possono fondersi tra loro per dar luogo a embrioni planetari, detti protopianeti, i quali, in un arco temporale compreso tra 100 milioni e un miliardo di anni, vanno incontro a una fase di violente collisioni e fusioni con altri corpi simili; il risultato sarà la formazione, alla fine del processo, di alcuni pianeti terrestri.
La formazione dei giganti gassosi è invece un processo più complicato, che avverrebbe di là dalla cosiddetta frost line (chiamata in letteratura anche limite della neve). I protopianeti ghiacciati posti oltre questo limite possiedono una massa superiore e sono in maggior numero rispetto ai protopianeti esclusivamente rocciosi. Non è completamente chiaro cosa succeda in seguito alla formazione dei protopianeti ghiacciati; sembra tuttavia che alcuni di questi, in forza delle collisioni, crescano fino a raggiungere una massa superiore alle dieci masse terrestri – M⊕ – (secondo recenti simulazioni si stima quattordici-diciotto), necessaria per poter innescare un fenomeno di accrescimento, simile a quello cui è andata incontro la stella ma su scala ridotta, a partire dall'idrogeno e dall'elio che sono stati spinti nelle regioni esterne del disco dalla pressione di radiazione e dal vento della stella neonata. L'accumulo di gas da parte del nucleo protopianetario è un processo inizialmente lento, che prosegue per alcuni milioni di anni fino al raggiungimento di circa 30 M⊕, dopo di che subisce un'imponente accelerazione che lo porta in breve tempo (poche migliaia di anni) ad accumulare il 90% di quella che sarà la sua massa definitiva: si stima che pianeti come Giove e Saturno abbiano accumulato la gran parte della loro massa in appena 10 000 anni. L'accrescimento si conclude all'esaurimento dei gas disponibili; successivamente il pianeta subisce, a causa della perdita di momento angolare dovuta all'attrito con i residui del disco, un decadimento dell'orbita che risulta in un processo di migrazione planetaria, più o meno accentuato a seconda dell'entità dell'attrito; questo spiega come mai in alcuni sistemi extrasolari siano stati individuati dei giganti gassosi a brevissima distanza dalla stella madre, i cosiddetti pianeti gioviani caldi (Hot Jupiters). Si ritiene che i giganti ghiacciati, come Urano e Nettuno, costituiscano dei "nuclei falliti", formatisi quando oramai gran parte dei gas erano stati esauriti.

I protopianeti che non sono stati inglobati dai pianeti son potuti diventare loro satelliti, in seguito a un processo di cattura gravitazionale, o hanno mantenuto un'orbita eliosincrona raggruppati in fasce con altri oggetti simili, diventando pianeti nani o altri corpi minori.
Gli impatti con i planetesimi, così come il decadimento radioattivo dei loro costituenti, hanno riscaldato i pianeti in formazione, causandone una parziale fusione. Ciò ha permesso che il loro interno si sia differenziato conducendo alla formazione di un nucleo più denso, di un mantello e di una crosta (si veda anche il paragrafo Differenziazione interna). Nel processo, i pianeti terrestri, più piccoli, hanno perduto la maggior parte della loro atmosfera; i gas perduti sono stati in parte reintegrati da quelli eruttati dal mantello e dagli impatti di corpi cometari. I pianeti più piccoli in seguito hanno continuato a perdere la propria atmosfera attraverso vari meccanismi di fuga.
È importante notare che esistono dei sistemi planetari estremamente diversi dal sistema solare: sono stati scoperti, ad esempio, sistemi planetari intorno a pulsar; in merito a questi ultimi non vi sono ancora teorie certe sulla loro formazione, ma si pensa che possano originarsi a partire da un disco circumstellare costituitosi dai materiali espulsi dalla stella morente durante l'esplosione in supernova.

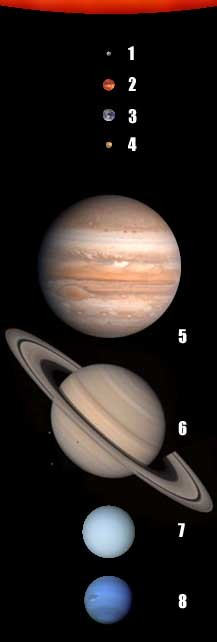
Gli otto pianeti del sistema solare

Si è scoperto inoltre che la metallicità, ovvero l'abbondanza di elementi più pesanti dell'elio, è un parametro importante nel determinare se una stella possegga o meno pianeti: si ritiene che sia meno probabile che una stella povera di metalli, appartenente alla popolazione stellare II, possa essere circondata da un sistema planetario articolato, mentre le probabilità aumentano per le stelle ricche di metalli, appartenenti alla popolazione stellare I.
Ogni pianeta, pur nella propria unicità, condivide con gli altri delle caratteristiche comuni; alcune di queste, come la presenza di anelli o satelliti naturali, sono state osservate solo nel sistema solare; altre invece, quali l'atmosfera, sono comuni anche ai pianeti extrasolari.

## Pianeti del sistema solare
Gli otto pianeti che, in base alla definizione ufficiale del 24 agosto 2006, compongono il sistema solare, in ordine di distanza crescente dal Sole, sono:
1. Mercurio (☿), senza satelliti naturali conosciuti.
2. Venere (♀), senza satelliti naturali conosciuti.
3. Terra (🜨), con un satellite naturale: Luna.
4. Marte (♂), con due satelliti naturali: Fobos e Deimos.
5. Giove (♃), con novantacinque satelliti naturali confermati.
6. Saturno (♄), con centoquarantasei satelliti naturali confermati.
7. Urano (⛢), con ventotto satelliti naturali confermati.
8. Nettuno (♆), con sedici satelliti naturali confermati.

Dal 1930 al 2006 è stato considerato pianeta anche Plutone (♇), che possiede cinque satelliti naturali: Caronte, Notte, Idra, Cerbero; il quinto satellite, Stige, fu scoperto dal telescopio spaziale Hubble l'11 luglio 2012.
Nel 2006 Plutone è stato riclassificato come pianeta nano.
Tutti i pianeti del sistema solare (eccetto la Terra) possiedono nomi derivati dalla mitologia romana; al contrario, i nomi dei principali satelliti naturali sono derivati da quelli di divinità o personaggi della mitologia greca (a eccezione di quelli di Urano, che portano nomi di personaggi delle opere di Shakespeare e Pope).
Gli asteroidi, al contrario, possono essere battezzati, a discrezione del loro scopritore e con l'approvazione dell'UAI, con un nome qualunque.
Non sono ancora chiare le convenzioni di nomenclatura che verranno adottate per la categoria dei pianeti nani.

### Classificazione
I pianeti del sistema solare, secondo la loro composizione, possono essere divisi in pianeti terrestri e pianeti gioviani.

#### Pianeti terrestri

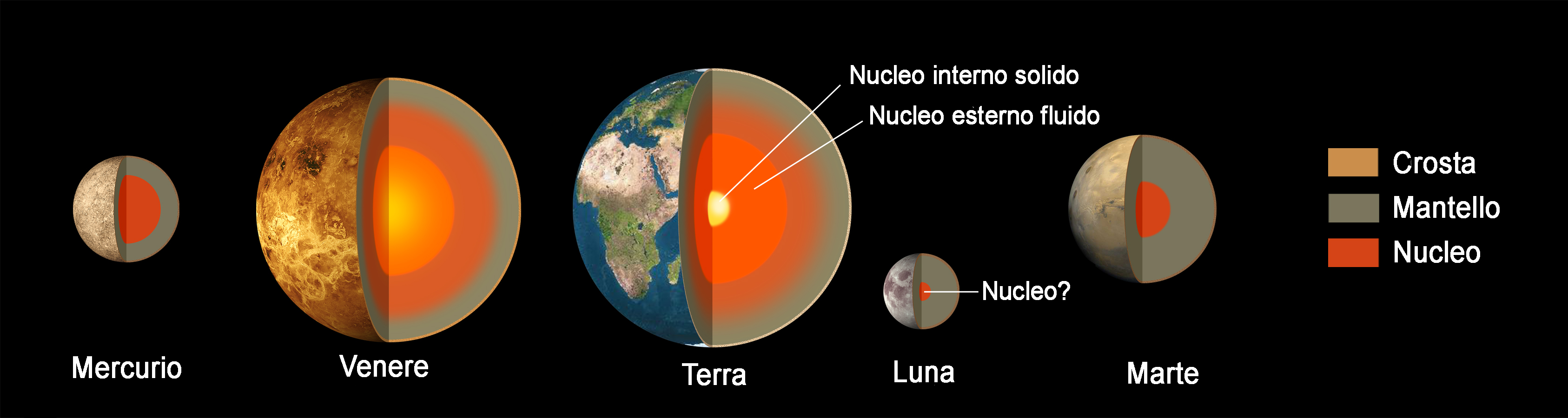
La struttura interna dei pianeti rocciosi

I pianeti di tipo terrestre si trovano nel sistema solare interno e sono costituiti principalmente da roccia (da cui il nome alternativo di pianeti rocciosi). Il termine deriva direttamente dal nome del nostro pianeta, per indicare i pianeti simili alla Terra. Essi sono caratterizzati da una temperatura superficiale relativamente alta, dovuta alla vicinanza del Sole, assenza o basso numero di satelliti naturali, con un'atmosfera molto sottile se confrontata a quella dei giganti gassosi. Raggiungono dimensioni relativamente piccole (meno di 15 000 chilometri di diametro).
Nel sistema solare essi sono quattro:

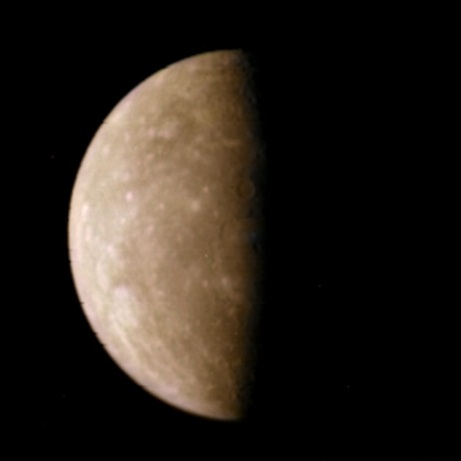
Mercurio
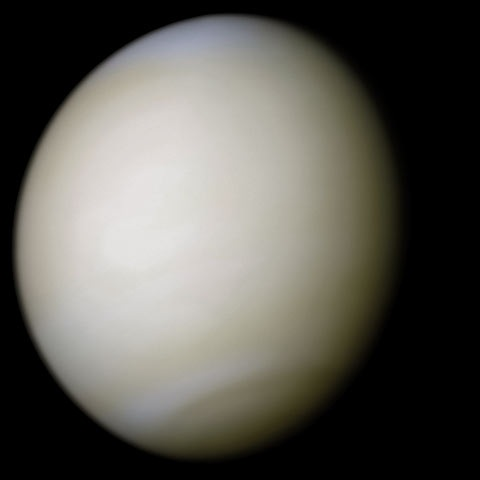
Venere
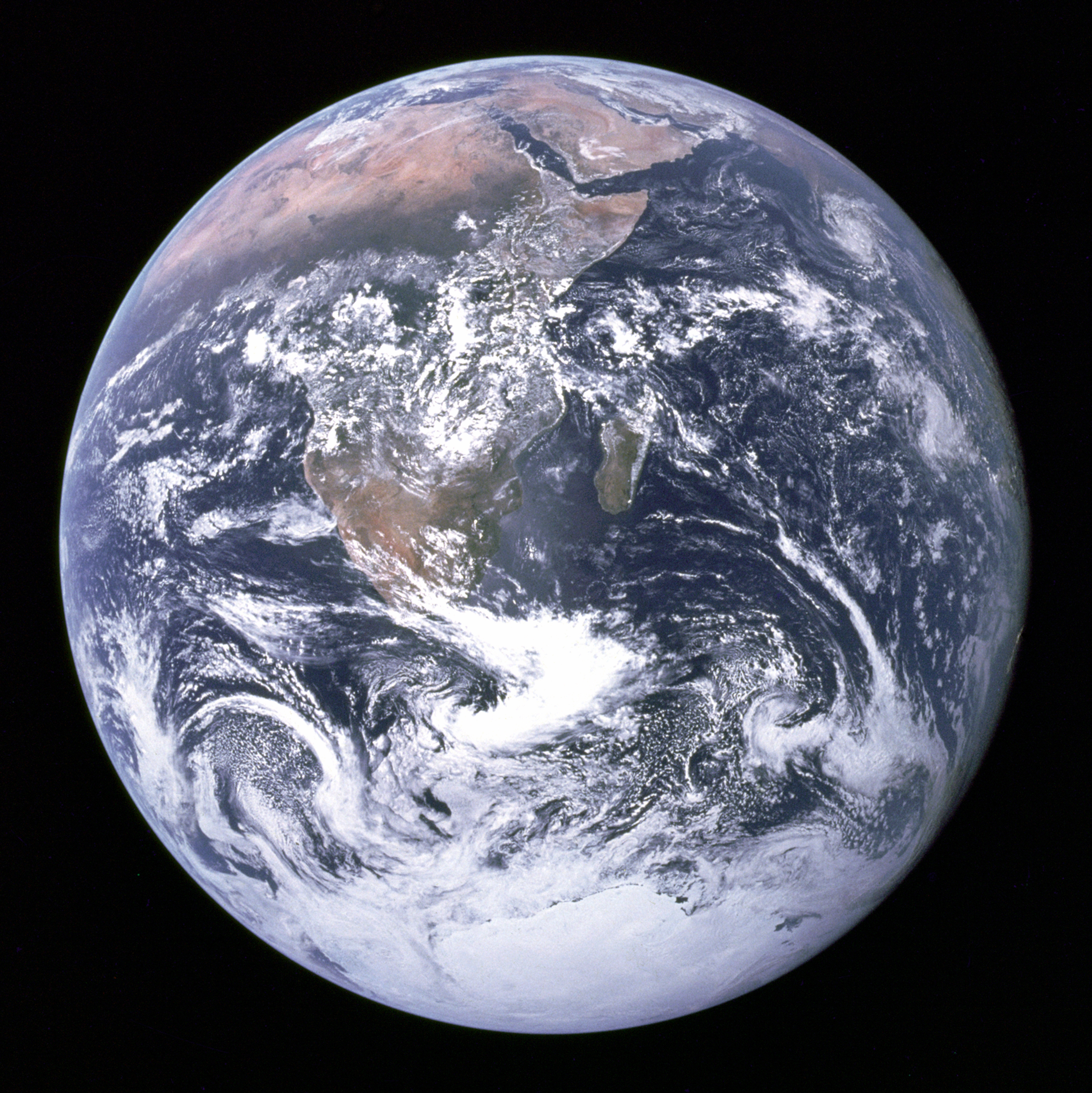
Terra
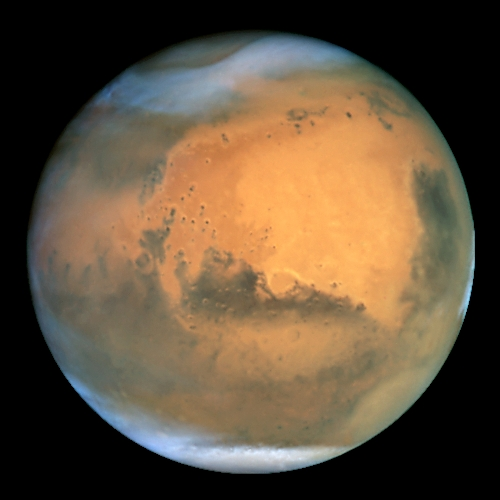
Marte

- Mercurio
- Venere
- Terra
- Marte

#### Pianeti giganti

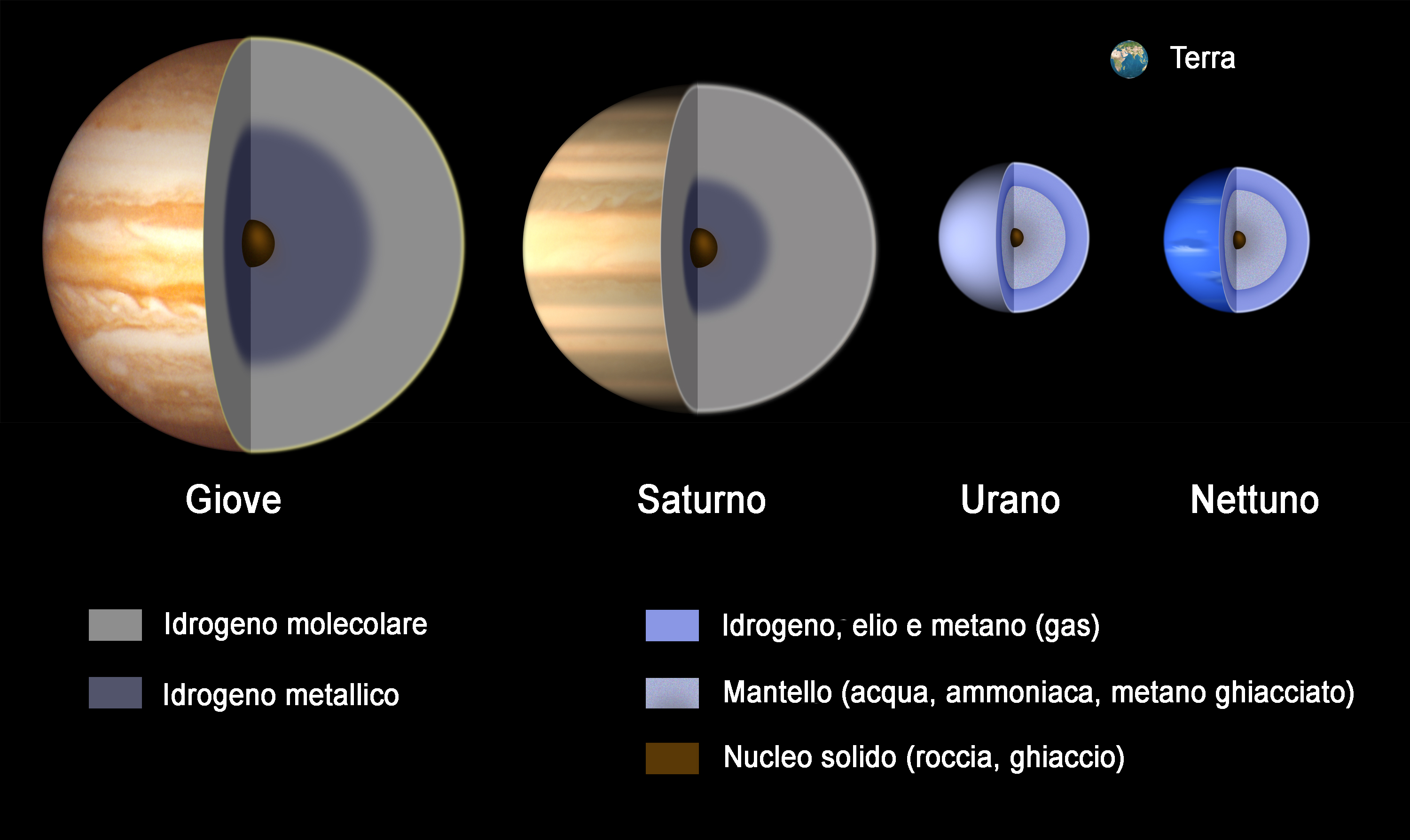
La struttura interna dei pianeti gioviani

I pianeti di tipo gioviano sono composti principalmente da gas, donde il nome di giganti gassosi. Prototipo di tali pianeti è Giove. Essi sono caratterizzati da un elevato valore della massa, che consente loro di trattenere un'estesa atmosfera ricca di idrogeno ed elio, e da dimensioni notevoli. Sono accompagnati da un elevato numero di satelliti naturali e da elaborati sistemi di anelli.
Nel sistema solare sono presenti quattro giganti gassosi:

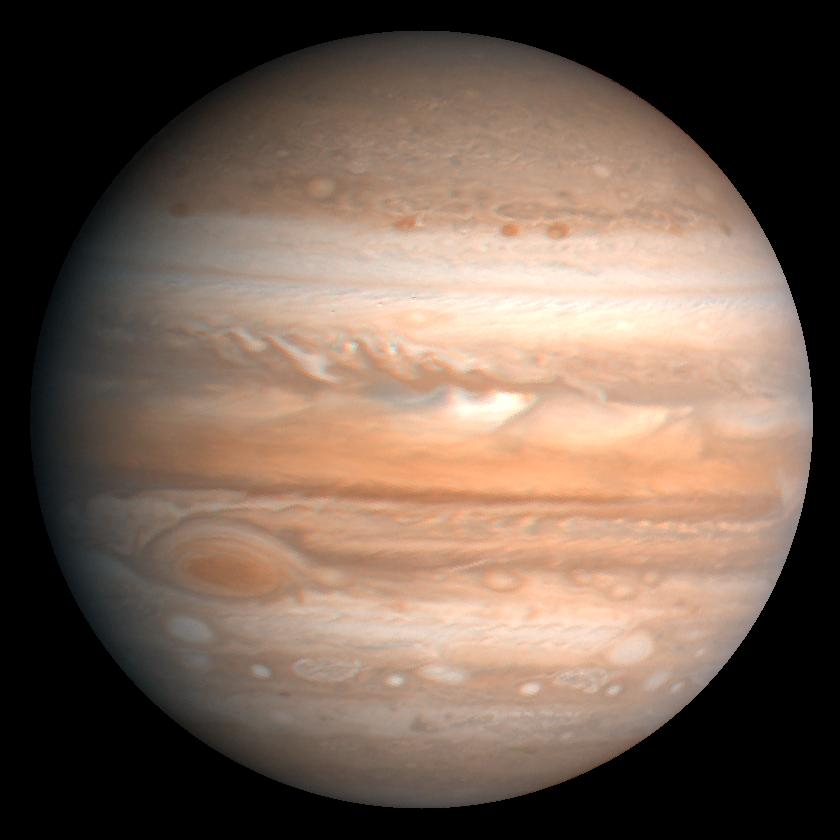
Giove
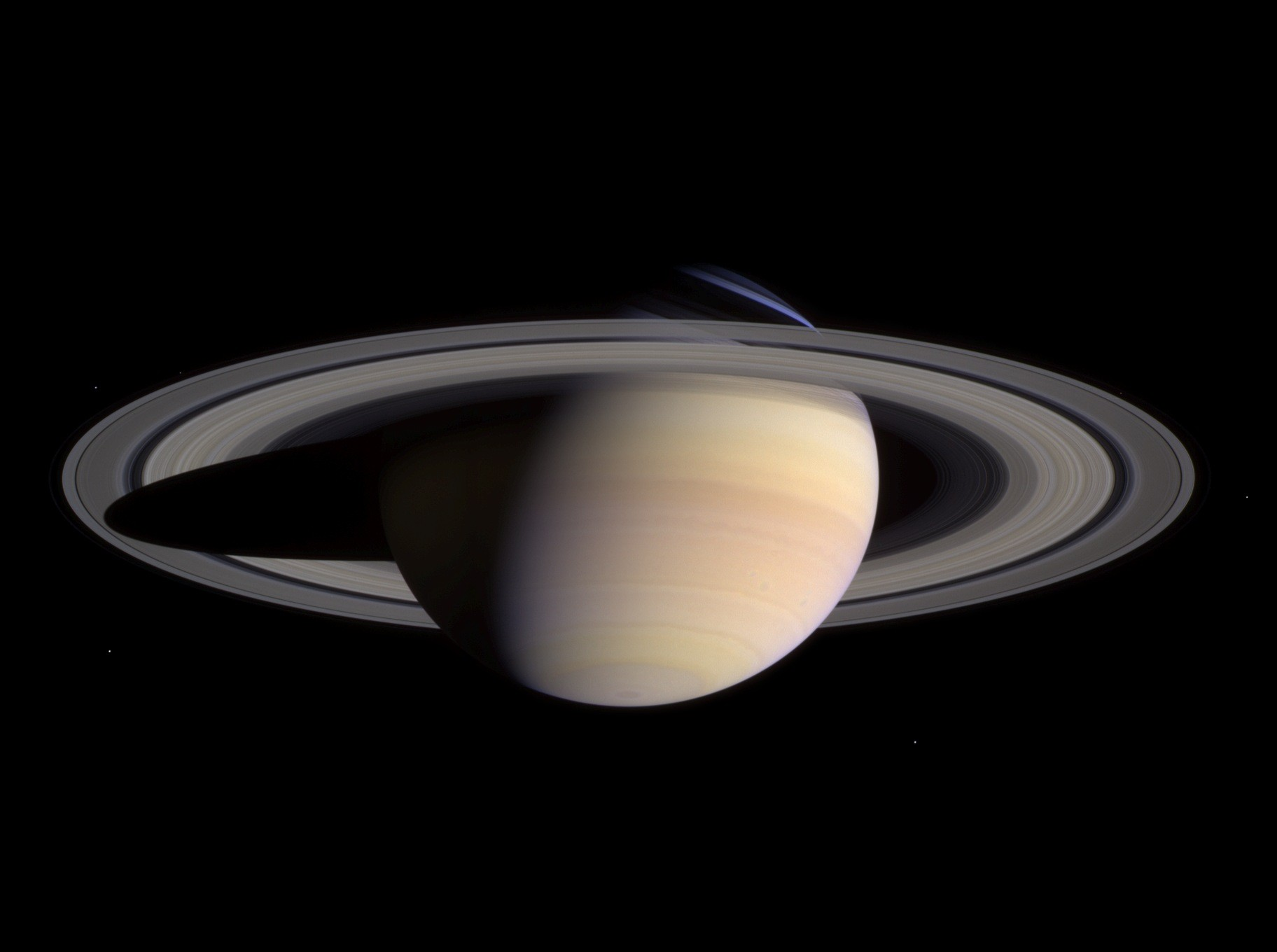
Saturno
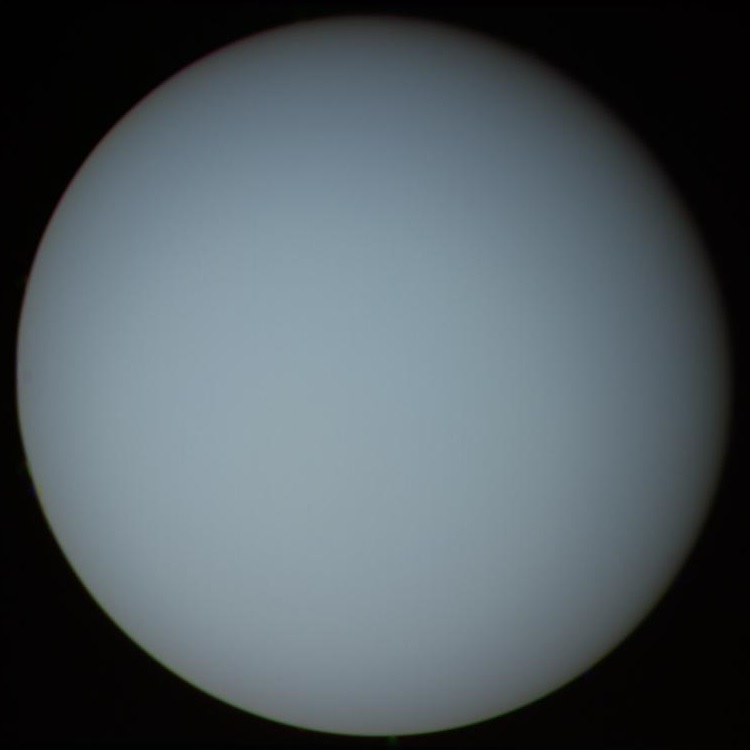
Urano
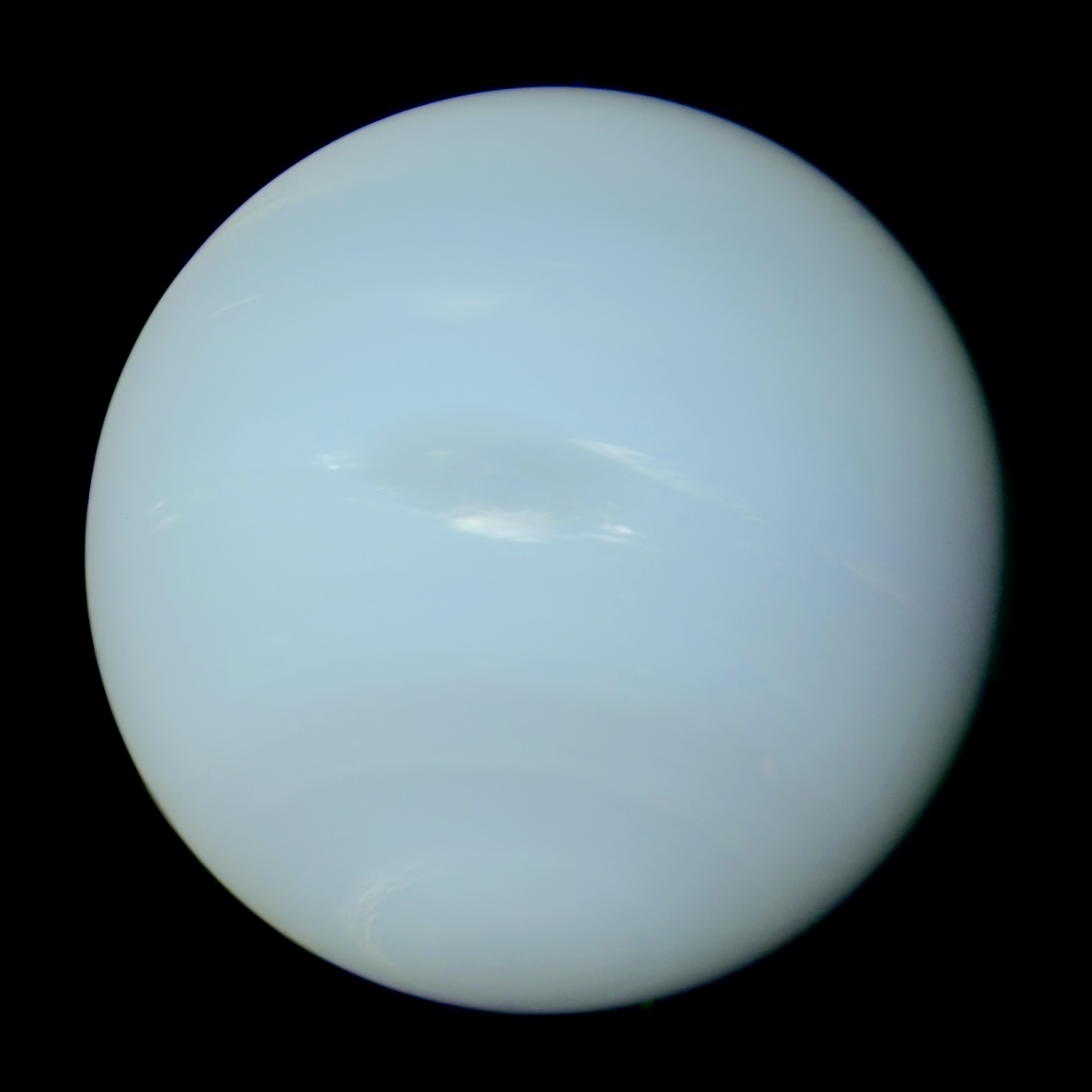
Nettuno

- Giove
- Saturno
- Urano
- Nettuno

#### Pianeti nani
I pianeti nani sono oggetti celesti orbitanti attorno a una stella e caratterizzati da una massa sufficiente a conferire loro una forma sferoidale (avendo raggiunto la condizione di equilibrio idrostatico), ma che non sono stati in grado di "ripulire" la propria fascia orbitale da altri oggetti di dimensioni confrontabili; da ciò deriva il fatto che i pianeti nani si trovano all'interno di cinture asteroidali. Nonostante il nome, un pianeta nano non è necessariamente più piccolo di un pianeta. Si osservi inoltre che la classe dei pianeti è distinta da quella dei pianeti nani, e non comprende quest'ultima. Inoltre, i pianeti nani posti oltre l'orbita di Nettuno sono detti plutoidi.
L'UAI riconosce cinque pianeti nani:
- Cerere, situato nella fascia principale;
- Plutone, posto nella fascia di Kuiper e classificato come plutino, è circondato da cinque satelliti;
- Haumea, localizzato nella fascia di Kuiper e classificato come cubewano, è circondato da due satelliti;
- Makemake, ubicato nella fascia di Kuiper e classificato tra i cubewani;
- Eris, sito nel disco diffuso, è orbitato da un satellite.

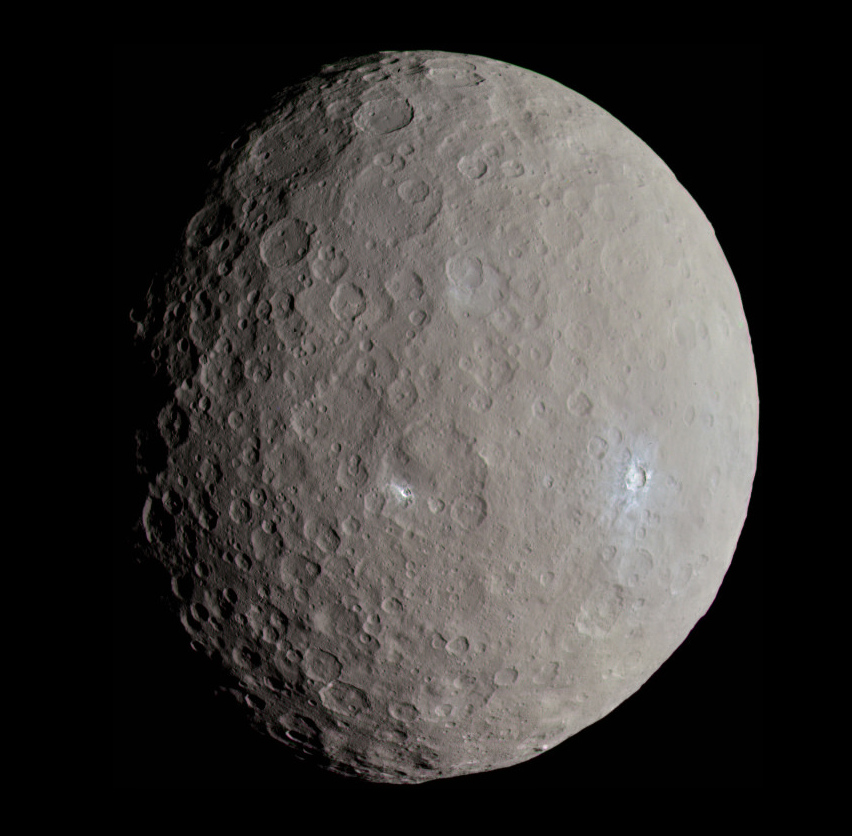
Cerere
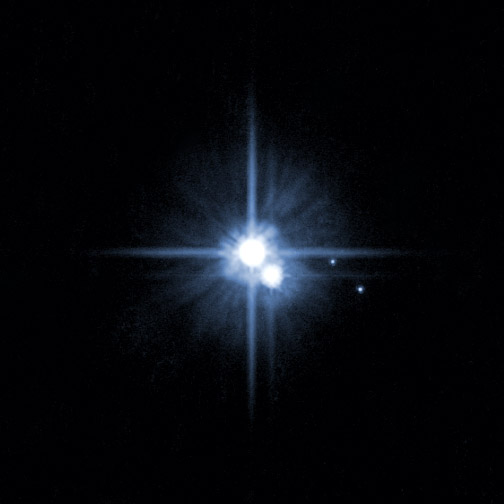
Plutone e tre dei suoi cinque satelliti: Caronte, Notte e Idra
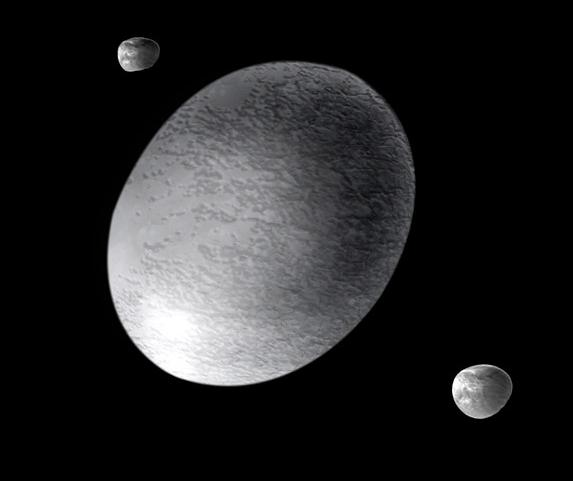
Haumea visto con i satelliti Hiʻiaka e Namaka
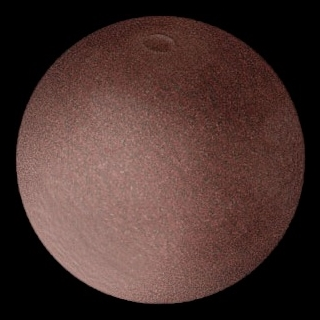
Makemake
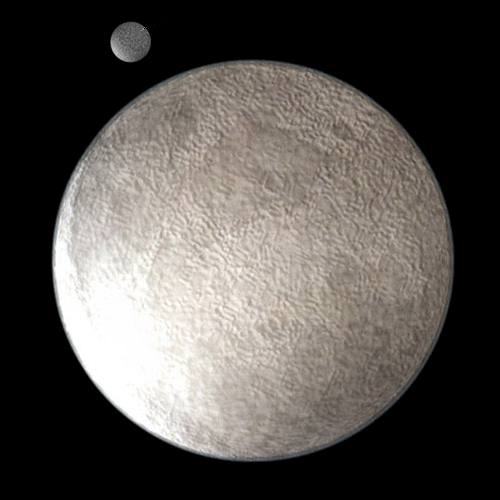
Eris e la sua luna Disnomia

#### Pianetini

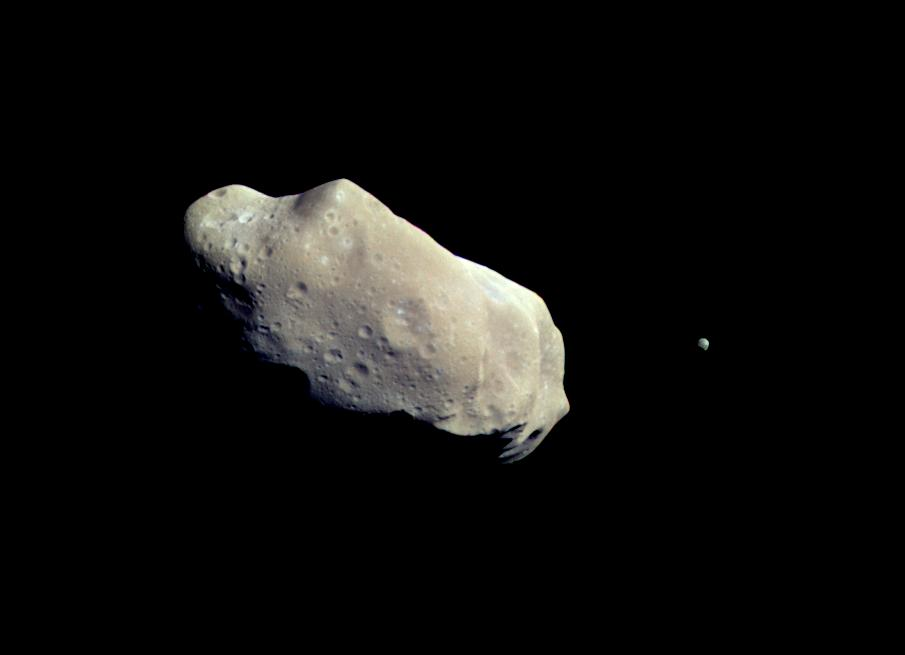
Immagine dell'asteroide 243 Ida e della sua luna Dactyl ripresi dalla sonda Galileo

Il termine "pianetino" e la locuzione "pianeta minore" sono solitamente utilizzati per designare gli asteroidi. Ciò deriva dal fatto che i primi quattro asteroidi scoperti (Cerere – oggi classificato come pianeta nano, Pallade, Giunone e Vesta), furono in effetti considerati dei pianeti veri e propri per circa quarant'anni. Il primo a suggerire di distinguerli dai pianeti fu William Herschel, che propose il termine "asteroide", ovvero "di aspetto stellare", riferendosi al fatto che sono oggetti troppo piccoli perché possa essere risolto il loro disco e, di conseguenza, osservati con un telescopio appaiono come le stelle.
La maggior parte degli astronomi, comunque, preferì continuare a utilizzare il termine pianeta almeno fino alla seconda metà dell'Ottocento, quando il numero degli asteroidi conosciuti superò le cento unità. Allora, diversi osservatori in Europa e negli Stati Uniti iniziarono a riferirsi loro collettivamente come a "pianeti minori", espressione ancora in uso.

## Pianeti extrasolari

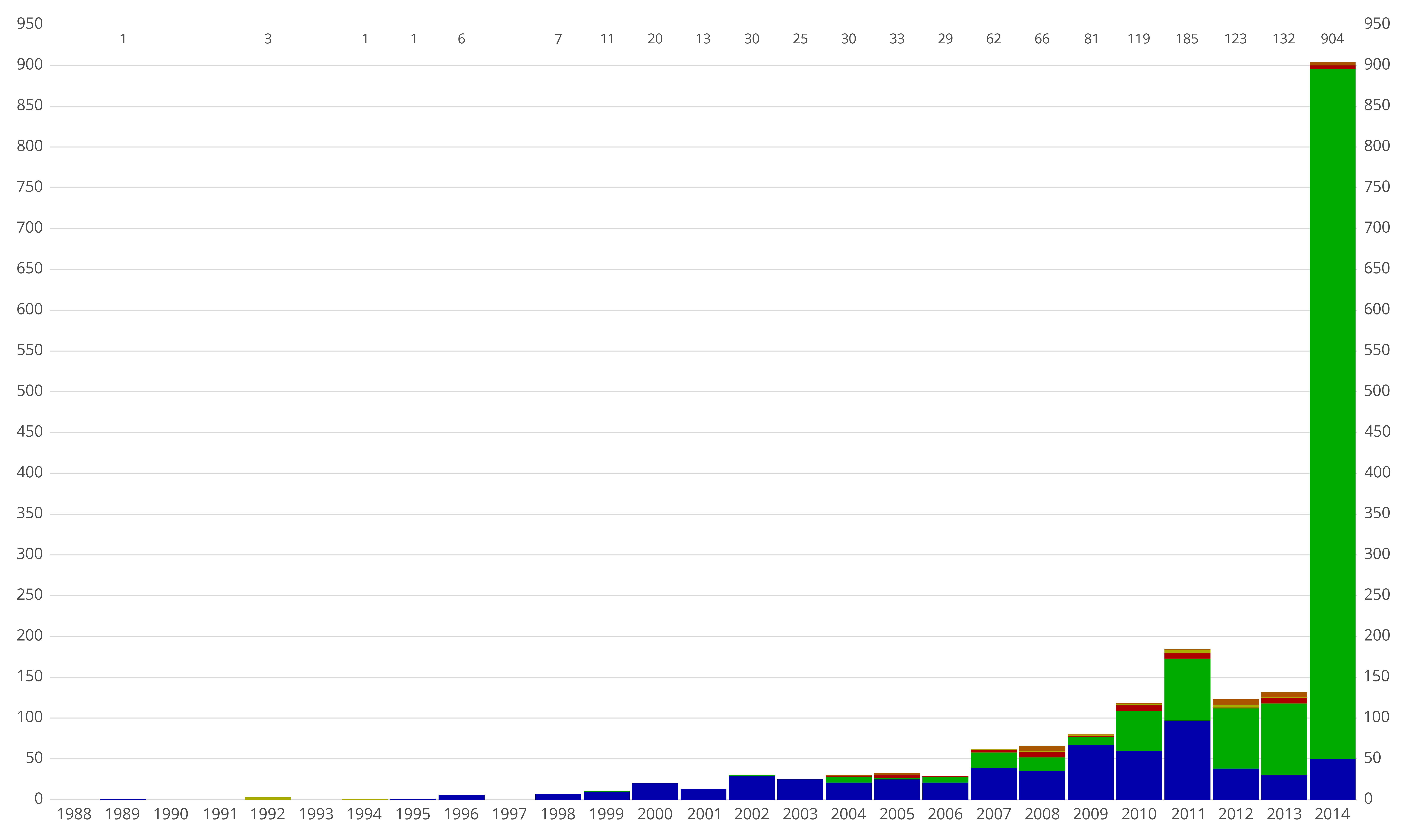
Numero di pianeti extrasolari scoperti per anno

La prima scoperta confermata di un pianeta extrasolare è avvenuta il 6 ottobre 1995, quando Michel Mayor e Didier Queloz dell'Università di Ginevra hanno annunciato l'individuazione di un pianeta attorno a 51 Pegasi, nella costellazione di Pegaso. La maggior parte degli oltre 600 pianeti extrasolari scoperti fino a ottobre 2011 hanno masse pari o superiori a quella di Giove. Il motivo di questa apparente difformità nella distribuzione di masse osservata nel sistema solare è dato da un classico effetto di selezione, in virtù del quale i nostri strumenti sono capaci di vedere solo pianeti molto grandi e prossimi alla rispettiva stella madre, perché i loro effetti gravitazionali sono maggiori e più agevoli da individuare.
Tra le eccezioni più rilevanti ci sono tre pianeti orbitanti la pulsar PSR B1257+12, il resto di un'esplosione di supernova. Sono stati individuati, inoltre, circa una dozzina di esopianeti con masse comprese tra le dieci e le venti masse terrestri (confrontabili dunque con la massa di Nettuno, pari a diciassette masse terrestri), come quelli che orbitano intorno alle stelle μ Arae, 55 Cancri e GJ 436, a cui a volte ci si riferisce chiamandoli appunto "pianeti nettuniani".
Al maggio del 2011 il numero dei pianeti rocciosi individuati supera il centinaio. Essi appartengono, per lo più, alla categoria delle "Super Terre", caratterizzate da una massa superiore a quella della Terra, ma inferiore a quella di Urano e Nettuno. Gliese 876 d, con una massa pari a circa sei masse terrestri, è stato il primo a essere scoperto, nel 2005. OGLE-2005-BLG-390Lb e MOA-2007-BLG-192Lb, mondi glaciali, sono stati scoperti attraverso l'effetto delle microlenti gravitazionali, COROT-Exo-7b, un pianeta con un diametro stimato in circa 1,7 volte quello della Terra (la cui scoperta fu annunciata con grande enfasi nel 2009), ma che orbita attorno alla sua stella alla distanza di 0,02 UA e ciò determina che sulla sua superficie si raggiungano temperature di 1 500 °C e due pianeti in orbita attorno a una vicina nana rossa, Gliese 581.

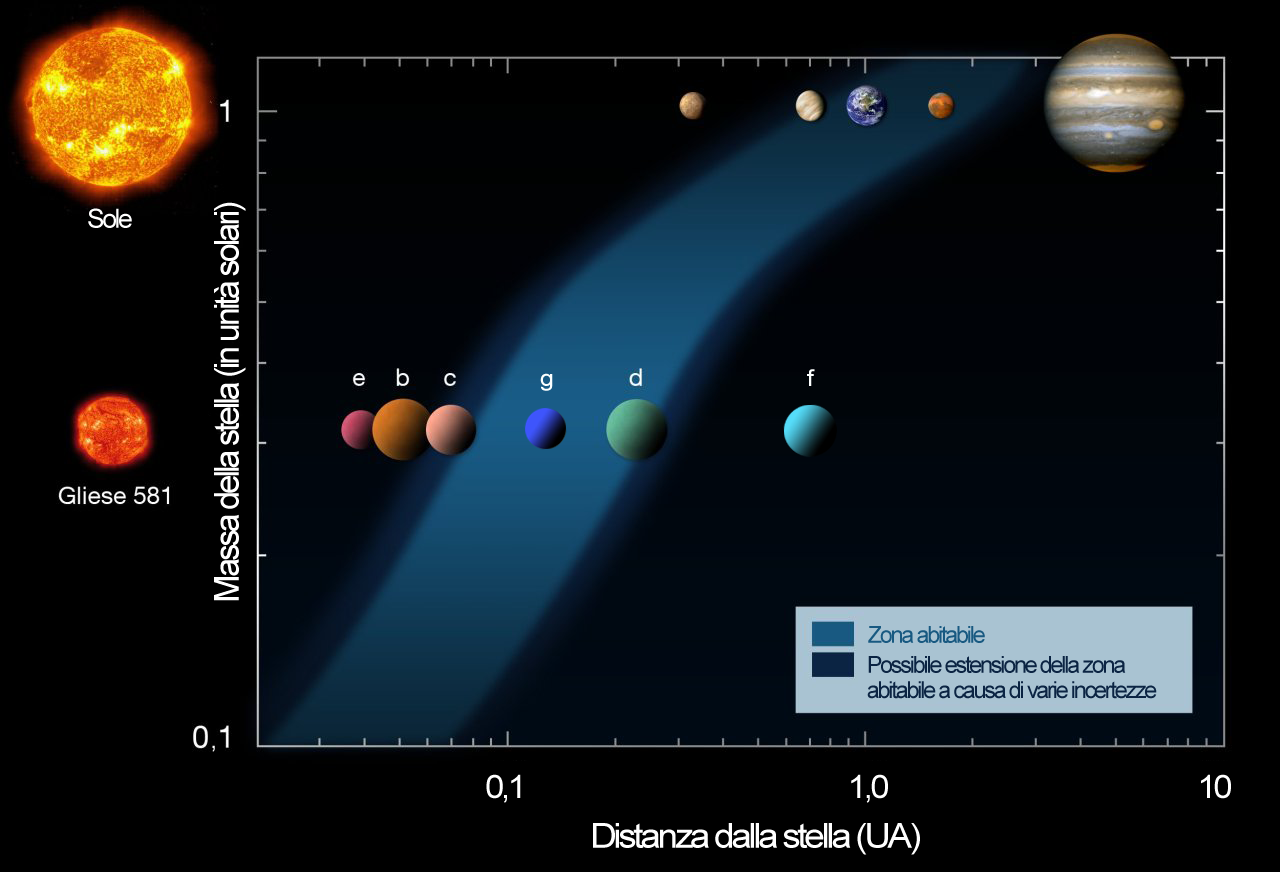
Raffronto tra il sistema solare e il sistema di Gliese 581 che mette in evidenza la posizione dei pianeti rispetto alla zona abitabile del sistema

Di particolare interesse è il sistema planetario in orbita attorno alla nana rossa Gliese 581, composto da sei pianeti, due dei quali non confermati. Gliese 581 d ha una massa pari a circa 7,7 volte quella della Terra, mentre Gliese 581 c è cinque volte la Terra e al momento della sua scoperta si pensò che fosse il primo pianeta terrestre extrasolare scoperto in prossimità della zona abitabile di una stella. Tuttavia, studi più approfonditi hanno rivelato che il pianeta è leggermente troppo vicino alla sua stella per essere abitabile, mentre Gliese 581 d, sebbene sia molto più freddo della Terra, potrebbe esserlo, se la sua atmosfera contenesse una quantità sufficiente di gas serra. Gliese 581 g, se confermato, sarebbe il primo pianeta scoperto nella zona abitabile della propria stella.
Il 2 febbraio 2011 la NASA ha diffuso una lista di 1 235 probabili pianeti extrasolari individuati attraverso il telescopio spaziale Kepler. Essa comprende 68 possibili pianeti di dimensioni simili alla Terra (R < 1,25 R⊕) e altre 288 possibili super Terre (1,25 R⊕ < R < 2 R⊕). Inoltre, 54 probabili pianeti sono stati individuati nella zona abitabile del loro sistema, sei dei quali hanno dimensioni inferiori al doppio di quelle terrestri.
È probabile che alcuni pianeti fin qui scoperti non siano molto simili ai giganti gassosi del sistema solare, perché ricevono un quantitativo di radiazione stellare molto superiore rispetto a essi, dal momento che presentano orbite circolari ed estremamente vicine alle proprie stelle. Corpi di questo tipo sono noti con l'appellativo di pianeti gioviani caldi (Hot Jupiters). Potrebbero esistere, inoltre, dei pianeti gioviani caldi (indicati come pianeta ctonii) che orbitano tanto vicini alla propria stella da aver perduto la propria atmosfera, soffiata via dalla radiazione stellare. Sebbene siano stati individuati dei processi di dissoluzione dell'atmosfera su numerosi pianeti gioviani caldi, al 2009 non è stato individuato alcun pianeta che possa essere qualificato come ctonio.
L'individuazione di un numero maggiore di pianeti extrasolari e una loro migliore conoscenza richiede la costruzione di una nuova generazione di strumenti. Il programma COROT, del CNES, in collaborazione con l'Agenzia Spaziale Europea, e Kepler della NASA sono le principali missioni spaziali attualmente operative. Era prevista per la primavera del 2011 l'entrata in funzione del telescopio Automated Planet Finder, che farà parte dell'Osservatorio Lick. Le principali agenzie spaziali hanno allo studio diversi progetti che prevedono la creazione di una rete di telescopi spaziali per l'individuazione di pianeti delle dimensioni della Terra, anche se il loro finanziamento rimane ancora incerto.
La probabilità dell'occorrenza dei pianeti terrestri è una delle variabili dell'equazione di Drake, che cerca di stimare il numero di civiltà extraterrestri evolute presenti nella nostra galassia.

## Pianeti interstellari

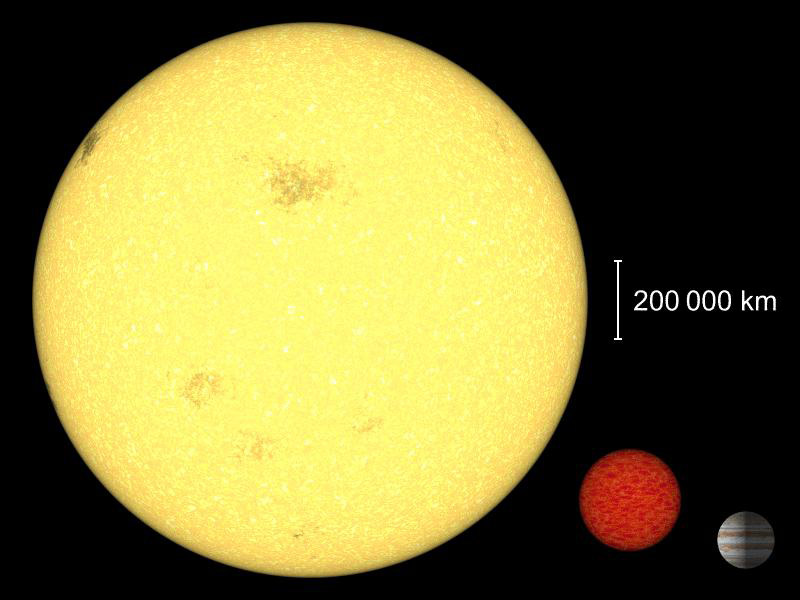
La sub-nana bruna Cha 110913-773444 (in rosso) paragonata al Sole e a Giove

Un pianeta interstellare è un corpo celeste avente una massa equivalente a quella di un pianeta (planemo), ma non legato gravitazionalmente a nessuna stella: questi corpi celesti si muovono dunque nello spazio interstellare come oggetti indipendenti da qualsiasi sistema planetario, il che giustifica l'appellativo di pianeta orfano attribuito a volte, in maniera alternativa, a questo tipo di oggetti.
Sebbene siano state annunciate diverse scoperte di questi oggetti, nessuna di esse è stata finora confermata. La comunità scientifica, inoltre, dibatte sull'opportunità di considerarli o meno pianeti; alcuni astronomi hanno suggerito infatti di chiamarli sub-nane brune. La differenza principale tra i due oggetti starebbe nel processo che ha condotto alla loro formazione: una sub-nana bruna si forma dalla contrazione di una nube di gas e polveri, in maniera simile a quanto avviene per una stella o una nana bruna; un pianeta, invece, dall'accrescimento di gas e polveri intorno a un embrione planetario orbitante all'interno di un disco circumstellare, con un processo analogo a quello descritto precedentemente (si veda a tal proposito il paragrafo Formazione dei pianeti e dei sistemi planetari). Successivamente, il pianeta verrebbe espulso nello spazio interstellare in seguito a instabilità dinamiche proprie dei sistemi planetari neoformati, come è stato suggerito da diverse simulazioni computerizzate.
L'Unione Astronomica Internazionale non è entrata nel merito della diatriba, salvo indicare, in una dichiarazione del 2003, che gli oggetti vaganti in giovani ammassi stellari con valori della massa inferiori al valore della massa limite per la fusione termonucleare del deuterio non sono "pianeti", ma sono "sub-nane brune" (o qualunque altro nome sarà ritenuto appropriato). Va notato come la definizione data si riferisca espressamente a oggetti vaganti in giovani ammassi stellari.

## Pianeti ipotetici

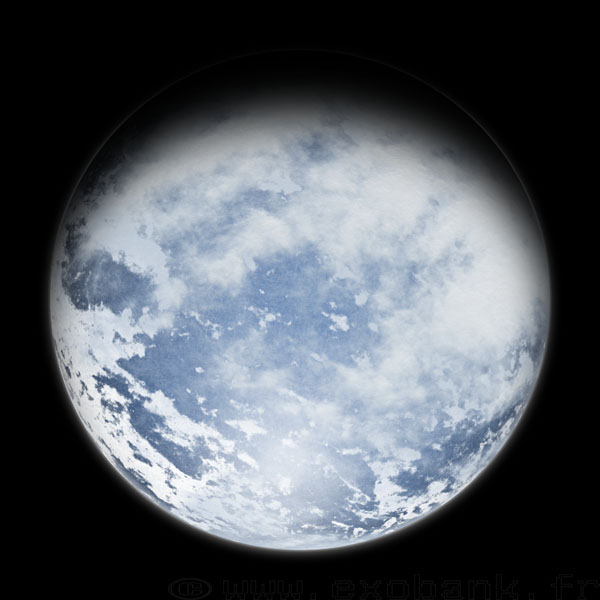
Illustrazione di un ipotetico pianeta oceanico

Un pianeta ipotetico è un pianeta o corpo planetario la cui esistenza è ritenuta possibile ma non è stata confermata da dati empirici.
Diversi corpi planetari rientrano in questo novero; non di meno, vi sono state nel passato o vi sono tutt'oggi credenze occasionali pseudoscientifiche, teorie complottiste o gruppi religiosi volti ad accettare tali ipotesi come scientifiche e fondate. Si distinguono dai pianeti immaginari della fantascienza per il fatto che questi gruppi credono nella loro reale esistenza. Esempi di questi pianeti ipotetici sono Antiterra, Lilith, Kolob e il Pianeta X.
In altri casi, l'esistenza di pianeti ipotetici è stata postulata come possibile spiegazione di fenomeni astronomici osservati nel sistema solare, al momento della loro scoperta. Successivamente, il miglioramento delle conoscenze astronomiche ha condotto alla smentita della loro esistenza.
Infine, lo studio dei meccanismi di formazione dei sistemi planetari e l'osservazione dei pianeti extrasolari finora scoperti ha portato a ipotizzare l'esistenza di nuove classi di pianeti quali: i pianeti oceanici, la cui superficie sarebbe ricoperta da un oceano profondo centinaia di chilometri; pianeti di carbonio, che potrebbero essersi formati a partire da dischi protoplanetari ricchi dell'elemento e poveri di ossigeno; pianeti ctoni, l'ultimo stadio di un pianeta gioviano caldo tanto prossimo alla propria stella da essere privato della caratteristica atmosfera.

## Pianeti immaginari

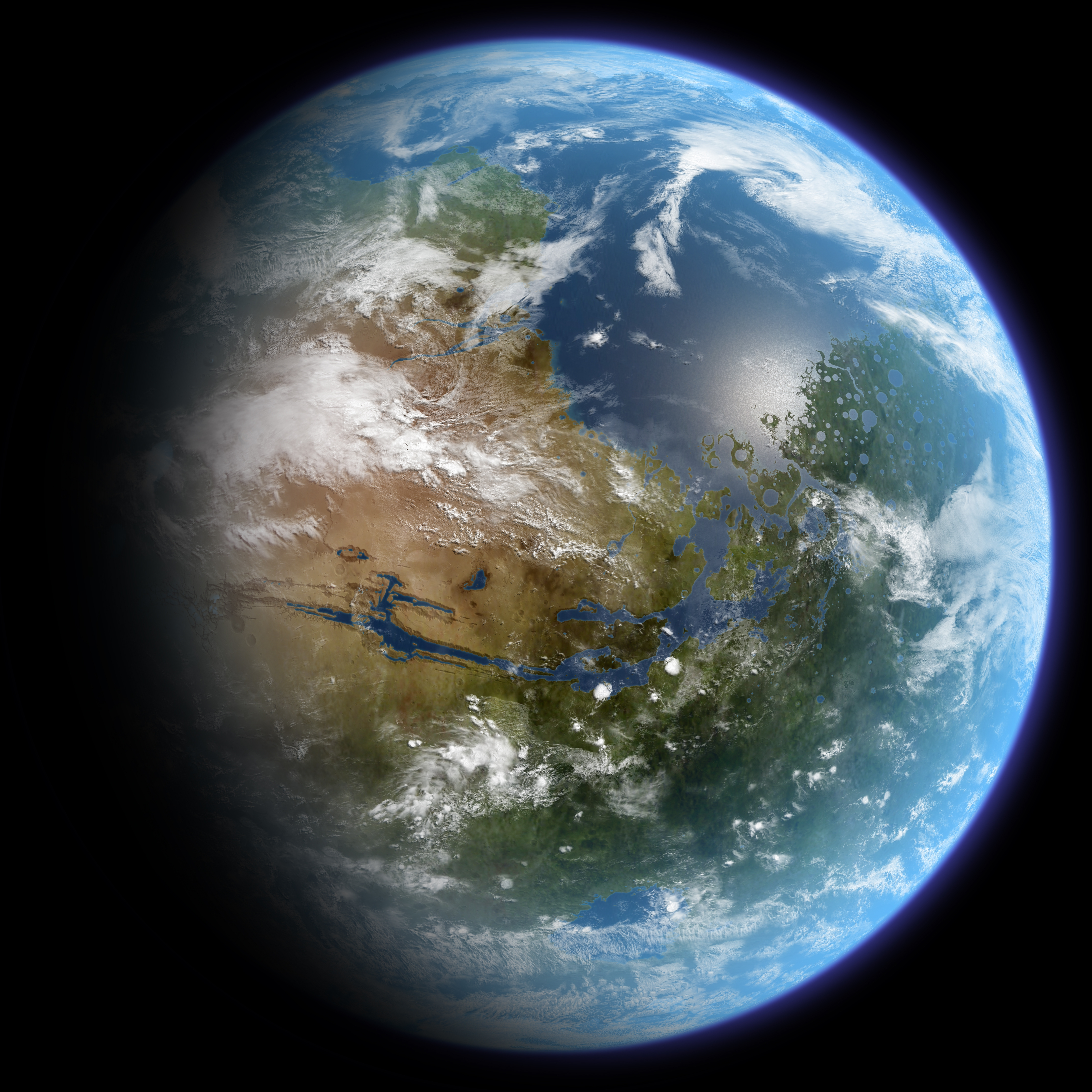
Rappresentazione artistica di Marte in seguito a un processo di terraformazione

Per pianeti immaginari si intendono tutti i luoghi genericamente abitabili di carattere astronomico, completamente inventati o ridescritti immaginariamente a partire da quelli realmente esistenti che si trovano in opere letterarie, cinematografiche e d'animazione. Non costituiscono quindi un pianeta ipotetico, perché i lettori non credono nella loro reale esistenza e questi non è neppure ritenuta possibile dalla comunità scientifica.
L'esplorazione di altri pianeti è un tema costante della fantascienza, specie in relazione al contatto con forme di vita aliene. Durante le prime fasi dello sviluppo della fantascienza, Marte rappresentò il pianeta più frequentemente utilizzato e romanzato del nostro sistema solare; le sue condizioni in superficie erano ritenute le più favorevoli alla vita.
Gli scrittori nelle loro opere hanno creato migliaia di pianeti immaginari. Molti di questi sono quasi indistinguibili dalla Terra. In questi mondi, le differenze rispetto alla Terra sono prevalentemente di tipo sociale; altri tipici esempi sono i pianeti prigione, le culture primitive, gli estremismi politici e religiosi, e così via.
Pianeti più insoliti e descrizioni più accurate dal punto di vista fisico si possono trovare soprattutto nelle opere di fantascienza hard o classica; tipici esempi sono quelli che presentano su gran parte della loro superficie un unico ambiente climatico, ad esempio i pianeti desertici, i mondi acquatici, artici o interamente ricoperti da foreste.
Alcuni scrittori, scienziati e artisti hanno poi speculato riguardo a mondi artificiali o pianeti-equivalenti.
Alcune delle più celebri serie televisive fantascientifiche, come Star Trek e Stargate SG-1, sono basate sulla scoperta e sull'esplorazione di nuovi pianeti e di civiltà aliene.

### Voci generiche
- Astronomia
- Planetologia
- Meccanica celeste

### Sistema planetario
- Sistema planetario
- Pianeta extrasolare
- Sistema solare

### Oggetti del Sistema solare
- Definizione di pianeta
- Pianeta nano
- Corpo minore

### Liste
- Pianeti del sistema solare
- Cronologia della scoperta di pianeti e satelliti del Sistema solare
- Pianeti extrasolari confermati
- Stelle con pianeti extrasolari confermati